# Senato di Catania
Il Senato di Catania fu il massimo organo istituzionale della città di Catania, dotato di funzioni giurisdizionali, amministrative e anche legislative. Istituito nel 1411, in epoca aragonese , come avvenuto in altre città demaniali del Regno di Sicilia, inizialmente era formato dagli esponenti della nobiltà cittadina, e sul finire del XVIII secolo vi entrarono a far parte anche esponenti del ceto borghese. Fu attivo fino al 1818, anno in cui il senato cittadino fu sostituito dal Decurionato.

## Composizione
Il Senato di Catania era costituito dalle seguenti cariche:
- il capitano di giustizia o giustiziere, che amministrava la giustizia criminale e civile nella città.[2] Si trattava di un nobile e militare forestiero di nomina viceregia, ed era affiancato da tre giudici dell'appellazione e dal regio fisco[3];
- il patrizio, la massima carica istituzionale cittadina, avente le funzioni di balivo, si occupava dell'amministrazione politica e tributaria, e veniva nominato dai senatori[2];
- sei senatori, appartenenti alla nobiltà ed eletti per mezzo di liste limitate dai cittadini con il sistema dello scrutinio.[4]

## Storia
La città di Catania, fin dall'epoca normanna era sotto la giurisdizione feudale del Vescovo (a cui la popolazione si era ribellata per tre volte, nel 1195, nel 1207 e nel 1221), per la concessione fatta nel 1091 dal Granconte Ruggero al benedettino bretone Ansgerio, nominato vescovo della diocesi e creato signore feudale della città con annessa giurisdizione politica e penale sul territorio di Catania e del Castello di Aci. Nel 1239, sotto il regno di Federico II di Svevia, divenne città del Regio Demanio, e dunque comune acquisendo così autonomia politica e giudiziaria, e fu dotata di un suo parlamento. Lo status di città demaniale fu confermato nell'ottobre del 1396, in occasione del Parlamento di Siracusa, convocato dal re Martino I di Sicilia.
Nella prima metà del XIV secolo, nel Regno di Sicilia si assistette alla strutturazione delle diverse civitates e terre in base a un sistema relativamente omogeneo di norme e di istituzioni, che avvenne in parallelo ai mutamenti del sistema politico della monarchia. A quest'epoca, infatti, risalgono la maggior parte delle codificazioni delle consuetudini locali, l'estensione a tutte le comunità demaniali del sistema amministrativo basato sugli scrutinia degli ufficiali, l'ottenimento di alcuni privilegi fondamentali per i cives e gli habitatores delle comunità. La rete delle comunità urbane organizzate in universitates, e dotate dunque di personalità collettiva, espressa in istituzioni di carattere elettivo diveniva uno degli assi portanti dell'organizzazione del regno isolano. Al tempo stesso, i ceti dirigenti che avevano promosso e gestito tale trasformazione, provvedevano da un lato a consolidare un proprio spazio giurisdizionale che proteggesse e stimolasse le attività economiche urbane, dall'altro a rivendicare e ottenere un ambito fiscale proprio della città, parallelo a quello delle gabelle regie. Consuetudini, privilegi, fiscalità locale, istituzioni elettive divenivano il nucleo di identità cittadine che esercitavano un controllo sul territorio, contendendolo all'aristocrazia fondiaria, e si esprimevano essenzialmente attorno a un ceto dirigente composito ma che si presentava collettivamente come espressione delle città.
Nel corso del XV secolo, Catania conobbe un'espansione che fu anche quella di una élite che andava progressivamente occupando tutte le funzioni pubbliche e le prebende sia ecclesiastiche che civili. Fin dall'epoca normanna in città si era formata una classe aristocratica feudale, il cui nucleo era formato dalle famiglie Anicito, Pantica, Protopapa (di origine bizantina), Bononia e Salimbene (di origine lombarda). Documenti risalenti all'epoca del Vespro segnalano la presenza in città di famiglie forestiere, quali gli Asmundo di Malta, i Carioso (poi Caruso) di Licata, i Castello di Messina e di Patti, i Guerrera di Salemi, i Medico di Caltagirone, i Traversa di Siracusa, i Vitellino di Licata e gli Anzalone di Messina. Dopo il passaggio sotto il dominio aragonese, tra le famiglie presenti o stanziatesi a Catania, le famiglie Arena, Abello, Montalto, Taranto, Tedeschi, e altre, ma su tutte emerse la famiglia Alagona di origine catalana, a quel tempo la più potente in città. Più in là, sempre nel XIV secolo, la nobiltà feudale venne, a seguito di matrimoni e di acquisti, incrementata dalla presenza delle famiglie Bellomo, Campsores, Carioso, Marchesana, Massari, Paternò, Petroso e Traversa, che costituivano la classe più elevata della nobiltà civica, chiamata alla cariche più importanti, e particolarmente quello di balivo, poi divenuto patrizio. A questa categoria di nobili del ruolo balivare o patriziale appartenevano anche i Bonifazio, Castello, i Cutelli, i Gioeni (provenienti da Termini), i Munzone, i Pesce, i Riccioli, feudatari fino al 1299, e famiglie di militi o rami cadetti di famiglie feudali, come i Gravina e i Ventimiglia. Alla nobiltà feudale, nel corso del XV secolo si aggiunsero altre famiglie, quali i Bonajuto, famiglia di curiali e forensi, i Campisano di Siracusa, i Santangelo di nobiltà dottorale, gli Scammacca, famiglia di medici fisici, i Tornabene, famiglia borghese mercantile di origine toscana, e altre. I membri delle menzionate famiglie, ricoprirono tutte le cariche del Senato di Catania, ma di queste primeggiò su tutte quella dei Paternò, in particolare i rami dei Paternò di Raddusa e Paternò Castello.
Nel 1412, il re Alfonso V d'Aragona, accrebbe i privilegi di cui la città godeva, e fu ufficialmente istituito il Senato di Catania, come avvenuto nelle altre città demaniali siciliane, e per decisione dei giurati del consiglio detti senatori, fu concesso ai cittadini lo scrutinio, ovvero il diritto di eleggerli, il quale prese nome dal bussolo estratto a sorte. Questo sistema, ripreso e sospeso più volte, rappresentava il luogo della decisione e della legittimazione collettiva del governo municipale. Il re Giovanni II d'Aragona, nel 1459, ad istanza dell'Ambasciatore di Catania, stabilì che il consiglio generale della medesima avesse dovuto eleggere 30 soggetti detti "imbussolanti", dai quali si sarebbe fatta nota di quei nobili che dovevano sostenere le cariche civiche; quel numero di 30 fu poi ristretto a soli 20. Questi 20 soggetti, non solo avevano facoltà ab antico di promuovere quei soggetti che dovevano sostenere la carica degli Uffizi nobili; ma anche godevano il dritto privativo di poter ammettere alla nobiltà coloro che di quella si rendevano capaci. Tale regolare e stretta ammissione nel corpo nobiliare di Catania, detto Mastra Nobile, fece sì che in ogni tempo, la primaria nobiltà di Sicilia, ricercasse come onore l'esservi ammessa. Queste regole vennero ulteriormente ristrette in tempi successivi, e a maggiormente comprovare il diritto privativo dei 20 imbussolanti si decise nel 1602, che per l'ammissione di una famiglia nella Mastra Nobile dovesse occorrere l'unanimità dei voti, e ove uno solo, sui 20, fosse discrepante, l'elezione dovesse considerarsi nulla. Tale deliberazione fu sancita nel 1614 dal Tribunale della Regia Gran Corte.
Nel marzo 1639, il viceré di Sicilia, Francisco de Melo, conte di Assumar, in occasione del parlamento riunitosi a Messina, impose al Senato di Catania la vendita dei casali che sorgevano nei dintorni della città, al fine di raccogliere denaro per finanziare le tante guerre del Re di Spagna. Il Senato si oppose alla decisione assunta dal Viceré presentando ricorso al Tribunale del Regio Patrimonio, ma quest'ultimo, malgrado il voto contrario dell'avvocato fiscale Mario Cutelli, catanese, diede il proprio assenso alla vendita dei casali. I casali venduti a privati, affaristi e mercanti implicati nei traffici finanziari con cui il viceré cercava di far fronte alle continue richieste di denaro da parte del governo spagnolo tra il 1640 e il 1645, furono Battiati, Camporotondo, Mascalucia, Misterbianco, Mompileri, Pedara, Plachi, San Giovanni Galermo, San Giovanni la Punta, San Gregorio, San Pietro e Tremestieri. Nel 1652, il Senato di Catania accumulò attraverso le imposte pagate dai suoi cittadini un'ingente somma di denaro di 149.500 scudi per la ricompra dei suddetti casali venduti, che fu resa possibile grazie all'impegno del Cutelli e al sostegno dato dal vescovo Marco Antonio Gussio presso il Tribunale della Regia Gran Corte. Ma dopo due anni, nel 1654, i casali furono rivenduti agli stessi compratori.
L'Eruzione dell'Etna del 1669, che con la lava seppellì i casali attorno al vulcano, raggiunse anche Catania, che oltre ad avere recato distruzioni, ebbe anche un impatto devastante sulla sua economia. Per questa ragione il Senato di Catania, che ottenne dalla Curia papale l'esenzione da ogni gabella spettante al Vescovo, inviò a Madrid quale suo ambasciatore Vincenzo Paternò Mirabella, barone di Raddusa, che dal re Carlo II di Spagna ottenne per la città l'esenzione da tutti i tributi per dieci anni. Nel più terribile e catastrofico evento sismico del 1693, Catania subì morte e distruzione come mai era accaduto in precedenza, e molti furono i morti tra coloro che facevano parte del ceto dirigenziale della città: dei componenti del Senato sopravvissero soltanto il patrizio Martino Cilestri e il senatore Pietro Moncada dei baroni della Ferla. Fu eletto capitano Francesco Maria Paternò Lago, barone di Raddusa, il Cilestri confermato patrizio, e vicario fu nominato lo zio di questi, il canonico Giuseppe Cilestri Ventimiglia, tesoriere della cattedrale.
Nel 1680, Francisco de Benavides, conte di Santo Stefano, in qualità di Viceré di Sicilia emanò due decreti: il primo stabiliva che negli impieghi nobili della Città di Catania non avesse potuto aver parte alcuno, anche se nobile, che non fosse inscritto nel ruolo ossia Libro Rosso della detta città; il secondo restringeva ancora le formalità dell'ammissione al detto Libro, e stabiliva che d'ora innanzi, ogni pretendente dovesse prima rivolgersi al Viceré ed esporgli le prove della sua nobiltà, dopodiché il Viceré stesso avrebbe proposto al Senato di Catania, composto di 9 ufficiali elettori, e se un solo di questi avesse dato voto contrario, il nobile proposto sarebbe stato escluso dall'iscrizione fra la Nobiltà Catanese, senza che fosse possibile ottenere dispensa per mezzo di qualsiasi ministro o tribunale.
Nella seconda metà del XVIII secolo, il Senato di Catania ebbe una lite giudiziaria con Alessandro Clarenza, marchese di Salazar, cittadino di Paternò stabilitosi in città, il quale ambiva ad essere iscritto nella Mastra Nobile di Catania. Il Clarenza, era stato ammesso dopo richiesta fatta al viceré il duca Eustachio di Laviefuille, aveva imposto al Senato di Catania tale ammissione attraverso il Protonotaro del Regno. Nove elettori del Senato si riunirono ed esaminate le qualità del Marchese, fu fatto circolare lo storico bussolo, e numerate le palle votarono tutti contro. Questo risultato fu trasmesso con le forme di legge al Viceré, che ne prese atto. Il Marchese di Salazar propose successivamente ricorso al Protonotaro del Regno che si espresse favorevolmente; protestò vivamente il Senato Catanese, che il 9 settembre 1750 presentò alla Suprema Giunta di Sicilia in Napoli, un elaborato memoriale firmato dai giureconsulti Carlo Franchi e Giuseppe Maria di Lecce, nel quale faceva valere i suoi diritti e nel tempo stesso dimostrava la nessuna nobiltà del Marchese Chiarenza, cui né l'origine da quel Pietro Chiarenza (che pare avesse pubblicamente esercitato il mestiere del ciabattino in Paternò), né gli acquistati titoli di barone e di marchese conferivano qualità neanche per essere ascritto in un corpo di nobiltà separata, e tanto meno in quello di nobiltà chiusa com'era l'antichissima Mastra di Catania. A tale memoriale, replicò a nome del Clarenza, l'avvocato Giacomo de Antoniis con altro memoriale dato in Napoli il 12 gennaio 1751, nel quale pochi argomenti poteva trarre a combattere l'allegazione catanese. Nonostante ciò, il Clarenza fu comunque ammesso ai pubblici uffici della città etnea, su imposizione del governo, e il medesimo nel 1753 ottenne l'ufficio di capitano di giustizia.
Il Senato di Catania, quale organo amministrativo rimase in vigore fino agli inizi del XIX secolo, in epoca borbonica: l'articolo 108 del Real Decreto emanato il 17 ottobre 1817, stabilì la soppressione dei senati civici in Sicilia e la loro sostituzione con i decurionati.
Nel 1944, l'incendio scatenato da una sommossa popolare di gente stanca della guerra (capeggiata dagli indipendentisti siciliani che volevano principalmente l'abolizione della leva militare obbligatoria) che ha devastato il palazzo municipale di Catania, comportò la distruzione e la perdita dei documenti storici prodotti dal senato della città etnea, quali gli Atti degli antichi Giurati e del Senato di Catania dal 1412 al 1819.

## Elenco dei Capitani di giustizia, dei Patrizi e dei Senatori (1413-1759)
- 1413-14 - Antonio Castello, capitano di giustizia; Federico Taranto, patrizio; Pietro Rizzari, Gregorio Mura, Ruggero Asmari, Pietro Castello, Giovanni Cundrò, senatori.
- 1414-15 - Andrea Castello, capitano di giustizia; Niccolò Traversa, patrizio; Giovanni La Rocca, Giovanni Rizzari, Tommaso Munzone, Benedetto Paternò, Antonio Castello, Guglielmo Anzalone, senatori.
- 1415-16 - Luigi Rizzari, capitano di giustizia; Francesco d'Usma, patrizio; Bernardo Protopapa, Coluzzo Chigliarisi, Pietro Rizzari, Enrico Tudisco, Manfredi Petroso, Antonio Rizzari, senatori.
- 1416-17 - Pietro Castello, Andrea Munzone, Angelo Rizzari, Luca di Grifo, Benedetto Paternò, senatori.
- 1417-18 - Manfredi Petroso, capitano di giustizia; Pietro Rizzari, patrizio; Giovanni Rizzari, Andrea Paternò Castello, Giovanni d'Avola, Corrado Castello, Antonio Alessandrano, senatori.
- 1418-19 - Andrea Castello, patrizio; Giovanni Pesce, Enrico Tudisco, Ruggero d'Asmari, Guglielmo Ansalone, Coluzzo Chigliarisi, Manfredi Petroso, senatori.
- 1419-20 - Pietro de Campson, patrizio; Ruggero Berlione, Benedetto Paternò, Antonio Rizzari, Francesco Bonifacio, Antonio Munzone, Pietro Rizzari, senatori.
- 1420-21 - Niccolò Traversa, patrizio; Giovanni La Rocca, Luca di Grifo, Andrea Munzone, Benedetto Paternò, Antonio Tudisco, Niccolò Cutelli, senatori.
- 1421-22 - Niccolò d'Usma, Coluzzo Chigliarisi, Enrico Tudisco, Astasio Taranto, Andrea Leone, Antonio Paternò, senatori.
- 1422-23 - Niccolò Marsaro, patrizio; Matteo Berlione, Pietro Rzzari, Antonio Munzone, Antonio Rizzari, Mazziotta Denti, Manfredi Petroso, senatori.
- 1423-24 - Giuseppe Marsaro, capitano generale; Giovanni de Rocco, patrizio; Enrico Campisano, Francesco de Rocco, Niccolò Anzalone, Ruggero d'Asmari, Ruggero Berlione, Simone Petroso, senatori.
- 1424-25 - Giovanni Romano, capitano di giustizia; Corrado Castello, patrizio; Antonio Rizzari, Pietro Rizzari, Manfredi Petroso, Giovanni d'Avola, Guglielmo Berlione, Antonio Monzone, senatori.
- 1425-26 - Andrea Paternò Castello, capitano di giustizia; Luigi Rizzari, patrizio; Bernardo Protopapa; Enrico Tudisco, Guglielmo Anzalone, Niccolò Rizzari, Simone Sigona, Francesco Munzone, senatori.
- 1426-27 - Guglielmo Rizzari, patrizio; Andrea Alessandrano, Enrico Campisano, Giovanni de Rocco, Antonio Castello, Niccolò Cutelli, Benedetto Paternò, senatori.
- 1427-28 - Antonio Traversa, Bernardo Protopapa, Antonio Paternò, Enrico Tudisco, Guglielmo Anzalone, Francesco Ventimiglia, senatori.
- 1428-29 - Niccolò Marsaro, patrizio; Manfredi Petroso, Simone Sigona, Antonio Munzone, Antonio Rizzari, Pietro Rizzari, senatori.
- 1429-30 - Francesco Petroso, capitano di giustizia; Luigi Rizzari, patrizio, Andrea Paternò Castello, Coluzzo Chigliarisi, Pietro Rizzari, Pietro Castello, Federico Taranto, senatori.
- 1430-31 - Enrico Tudisco, capitano di giustizia; Pietro Pesce, patrizio; Matteo Scammacca, Corrado Castello, Niccolò Castello, Niccolò Cutelli, Antonio Traversa, Niccolò Anicito, Bernardo Protopapa, senatori.
- 1431-32 - Niccolò Marsaro, patrizio; Pietro Rizzari, Manfredi Petroso, Antonio Paternò, Antonio Munzone, Niccolò Paternò, Luigi d'Asmari, senatori.
- 1432-33 - Manfredi Petroso, poi Giovanni Viperano, capitano di giustizia; Andrea Castello, patrizio; Mazziotta Cortese, Guglielmo Anzalone, Giovanni d'Avola, Domenico Gioeni, Niccolò Rizzari, senatori.
- 1433-34 - Antonio Riccioli, capitano di giustizia; Corrado Castello, patrizio; Matteo Scammacca, Bernardo Protopapa, Guglielmo Traversa, Niccolò Riccioli, Niccolò Paternò, Giorgio Munzone, senatori.
- 1434-35 - Francesco Ventimiglia, capitano di giustizia; Francesco Bonifacio, patrizio; Pietro Rizzari, Antonio Paternò, Antonio Munzone, Niccolò Anzalone, Giovanni de Rocco, Luigi d'Asmari, senatori.
- 1435-36 - Guglielmo Anzalone, patrizio; Antonio Riccioli, Muzio Gioeni, Antonio Traversa, Niccolò Rizzari, Niccolò Paternò, Giovanni d'Avola, senatori.
- 1436-37 - Bernardo Protopapa, patrizio; Matteo Scammacca, Enrico Campisano, Guglielmo Traversa, Niccolò Riccioli, Giorgio Munzone, Niccolò Paternò, senatori.
- 1437-38 - Francesco Ventimiglia, patrizio; Niccolò Anzalone, Antonio Paternò, Mazziotta Traversa, Luigi d'Asmari, Giovanni de Rocco, Niccolò Munzone, senatore.
- 1438-39 - Michele Viperano, patrizio; Niccolò Rizzari, Antonio Traversa, Niccolò Paternò, Bartolomeo Gioeni, Simone Sigona, Pietro Alessandrano, senatori.
- 1439-40 - Guglielmo Anzalone, patrizio; Guglielmo Traversa, Giorgio Munzone, Niccolò Paternò, Giovan Maria Viperano, Enrico Castello, Rodrigo Paternò, senatori.
- 1440-41 - Giovanni Vitellino, capitano di giustizia; Gomez de Guadro, patrizio; Pietro Rizzari, Luca di Grifo, Simone Gaetani, Giovanni d'Avola, Niccolò Riccioli, Giovan Andrea Argentina, senatori.
- 1441-42 - Giovanni Vitellino, capitano di giustizia; Filippo Viperano, patrizio; Enrico Campisano, Tommaso Rizzari, Vinciguerra Paternò, Pietro Zappulla, Niccolò Guerrera, Mazziotta Traversa, senatori.
- 1442-43 - Corrado Castello, patrizio; Pietro Alessandrano, Antonio Paternò, Muzio Gioeni, Niccolò Rizzari, Onofrio Bonzoli, Mazziotta Cortese, senatori.
- 1443-44 - Marzio di Busco, patrizio; Matteo Viperano, Giovanni de Rocco, Niccolò Paternò, Antonio Vernagallo, Giacomo Pesce, Andrea Leone, senatori.
- 1444-45 - Giacomo Permachierio, patrizio; Pietro Rizzari, Giovanni Mulia, Giorgio Munzone, Giovanni d'Avola, Niccolò Riccioli, Nitto Randisi, senatori.
- 1445-46 - Tommaso Platamone, patrizio; Andrea Campisano, Rodrigo Paternò, Giovanni Riccioli, Simone Gaetani, Antonio Mulia, Tommaso Rizzari, senatori.
- 1446-47 -Francesco Bonifacio, patrizio; Niccolò Rizzari, Federico Gaetani, Vinciguerra Paternò, Mazziotta Cortese, Muzio Gioeni, Pietro Cannellis, senatori.
- 1447-48 -Francesco Bonifacio, patrizio; Niccolò Rizzari, Federico Gaetani, Vinciguerra Paternò, Mazziotta Cortese, Muzio Gioeni, Pietro Cannellis, senatori.
- 1448-49 - Luigi d'Asmari, patrizio; Giovanni de Rocco, Giovanni d'Asmari, Niccolò Guarrieri, Pietro Paternò, Pietro Riccioli, Cristoforo Cannella, senatori.
- 1449-50 - Pietro Paternò, Giovan Manfredi d'Ajuto, Bartolomeo Riccioli, Giovanni d'Asmari, Cristoforo Cannella, Niccolò Guarrieri, senatori.
- 1450-51 - Corrado Castello, patrizio; Enrico Campisano, Giovanni d'Avola, Niccolò Paternò, Enrico Castello, Giorgio Munzone, Givan Andrea Argentina, senatori.
- 1451-52 - Antonio Asmundo, capitano di giustizia; Tommaso Platamone, patrizio; Cola Anzalone, Pietro Rizzari, Cola Riccioli, Melchiorre Protopapa, Mazziotta Traversa, Tomeo Rizzari, senatori.
- 1452-53 - Giovan Pietro La Valle, Mazziotta Cortese, Giacomo Sant'Angelo, Giovanni Caropipi, Luca Grifo, Giovan Matteo Viperano, senatori.
- 1453-54 -  Giovan Pietro La Valle, Mazziotta Cortese, Giacomo Sant'Angelo, Giovanni Caropipi, Luca Grifo, Giovan Matteo Viperano, senatori.
- 1454-55 - Antonio Asmundo, capitano di giustizia; Giovanni Paternò, patrizio; Giovanni de Rocco, Rodrigo Paternò, Niccolò Guarrieri, Giacomo Traversa, Antonio Munzone, Giacomo Viperano, senatori.
- 1455-56 - Antonio Asmundo, capitano di giustizia; Giovanni Paternò, patrizio; Giovanni de Rocco, Rodrigo Paternò, Niccolò Guarrieri, Giacomo Traversa, Antonio Munzone, Giacomo Viperano, senatori.
- 1456-57 - Antonio Asmundo, patrizio; Muzio Gioeni, Manfredi La Valle, Bartolomeo Riccioli, Federico Gaetani, Gioegio Munzone, Benedetto Campisano, senatori.
- 1457-58 - Giovanni Pesce, capitano di giustizia; Giovanni Paternò, patrizio; Enrico Campisano, Antonio Anzalone, Federico Gaetani, Onofrio Bonzoli, Antonio Paternò, Giovanni Gesualdo, senatori.
- 1458-59 - Guglielmo Raimondo Moncada, capitano di giustizia; Luigi Rizzari, patrizio; Antonio Salvosimplichi, Niccolò Rizzari, Alfonso Rizzari, Muzio Gioeni, Pietro Paternò, Niccolò Anzalone, senatori.
- 1459-60 - Berengario Gaetani, patrizio; Tomeo Grifo, Niccolò Riccioli, Rodrigo Paternò, Bernardo Platamone, Melchiorre Protopapa, Giorgio Munzone, senatori.
- 1460-61 - Berengario Gaetani, patrizio; Tomeo Grifo, Niccolò Riccioli, Rodrigo Paternò, Bernardo Platamone, Melchiorre Protopapa, Giorgio Munzone, senatori.
- 1461-62 - Guglielmo Raimondo Moncada, capitano di giustizia; Enrico Castello, patrizio; Mazziotta Cortese, Antonio Paternò, Pietro Zappulla, Bartolomeo Riccioli, Giovan Pietro La Valle, Ximenio Lisciandrano, senatori.
- 1462-63 - Giovan Ferrante Platamone, patrizio; Paolo Anzalone, Onofrio Bonzoli, Federico Gaetani, Enrico Campisano, Giovan Matteo Viperano, Manfredi Lanza, senatori.
- 1463-64 - Giovanni Surbano, patrizio; Giovanni de Rocco, Antonio Pietro Castello, Placido Gaetani, Antonio Munzone, Tomeo Petroso, Mazziotta Traversa, senatori.
- 1464-65 - Giacomo Sant'Angelo, patrizio; Benedetto Campisano, Giovanni Riccioli, Giovanni Castello, Cola Paternò, Tomeo Protopapa, Verardo de Rocco, senatori.
- 1465-66 - Antonio Asmundo, patrizio; Luigi Platamone, Cola Rizzari, Matteo Marfaro, Tomeo Grifo, Angelo Riccioli, Giovanni de Guadro, senatori.
- 1466-67 - Giovanni Paternò, patrizio; Antonio Anzalone, Giovanni Alessandrano, Manfredi La Valle, Bernardo Platamone, Federico Alibrandi, Ximenio Alessandrano, senatori.
- 1467-68 - Guglielmo Raimondo Moncada, capitano di giustizia; Pietro Platamone, patrizio; Rodrigo Paternò, Giovan Battista Paternò, Federico Rizzari, Giovanni Caropipi, Giovanni Scammacca, Blasco Petroso, senatori.
- 1468-69 - Guglielmo Raimondo Moncada, patrizio; Francesco Paternò, Giovanni Munzone, Giacomo Lentini, barone di San Basile, Cola Riccioli, Blasco d'Anicito, Antonio Pesce, senatori.
- 1469-70 - Francesco Statella, capitano di giustizia; Bernardo d'Ajuto, patrizio; Ximenio Lisciandrano, Giovanni Pesce, Gualtiero Paternò, Prospero Campagna, Guglielmo Raimondo Moncada, Giovanni Gioeni, senatori.
- 1470-71 - Giovanni Castello, capitano di giustizia; Giovan Ferrante Platamone, patrizio; Bernardo Platamone, Tomeo Grifo, Giovanno de Rocco, Giovanni Alessandrano, Antonio Pietro Castello, Guglielmo Raimondo Raddisio, senatori.
- 1471-72 - Guglielmo Raimondo Moncada, capitano di giustizia; Giovanni Castello, patrizio; Alvaro Paternò, Pietro Salerno, Federico Rizzari, Antonio Anzalone, Federico Alibrandi, Verardo de Rocco, senatori.
- 1472-73 - Giovanni Paternò, patrizio; Tomeo Protopapa, Luigi Platamone, Cola Riccioli, Giovanni Zappulla, Matteo Marfaro, Francesco d'Asmari, senatori.
- 1473-74 - Ercole Statella, capitano di giustizia; Tommaso la Nohara, patrizio; Giovan Pietro La Valle, Antonio Marfaro, Antonio Pesce, Placido Gaetani, Antonio Lanza, Blasco Petroso, senatori.
- 1474-75 - Giovanni Castello, capitano di giustizia; Vitale Coriglies, patrizio; Giovanni Riccioli, Giovanni Munzone, Bernardo Platamone, Antonio Paternò, Giovan Battista Banesi, Manfredi La Valle, senatori.
- 1475-76 - Antonio Paternò, capitano di giustizia; Giovanni Castello, patrizio; Blasco Sant'Angelo, Pietro Zappulla, Paolo Minardo, Bartolomeo Ricoralo, Federico Rizzari, Antonio Munzone, senatori.
- 1476-77 - Pietro Rizzari (o Guglielmo Raimondo Moncada), patrizio; Antonio Pesce (o Tommaso Grifeo), Giovanni Pesce (o Blasco Anicito), Giacomo Marchesana, Rodrigo Paternò, Pietro Salerno, Ximenio Alessandrano, senatori.
- 1477-78 - Pietro Rizzari, patrizio; Antonio Pesce, Giovanni Pesce, Lorenzo Gioeni, Matteo Paternò, Raimondo de Rajetto, senatori.
- 1478-79 - Ximenio Vitellino, patrizio; Giacomo Tedesco, Antonio Anzalone, Giacomo Vitellino, Andrea Leone, Bartolomeo Zappulla, Pietro Paternò, senatori.
- 1479-80 - Giovanni Serbano, capitano di giustizia; Giacomo Marchesana, patrizio; Lorenzo Gioeni, Giovanni Riccioli, Antonio Lanza, Bartolomeo Riccioli, Guglielmo Raimondo Sant'Angelo, Luigi Platamone, senatori.
- 1480-81 - Giovanni Castello, capitano di giustizia; Antonio Asmundo (o Giovanni Paternò), patrizio; Guglielmo Raimondo Randisio, Tommaso Paternò, Pietro Salerno, Gilota Statella, Manfredi Lanza, Giovanni Munzone, senatori.
- 1481-82 - Giovanni Paternò (o Antonio Asmundo), patrizio; Antonio Platamone, Antonio Marsaro, Cola Antonio Riccioli, Giovan Pietro La Valle, Raimondo Ramondetta, Lorenzo Gioeni, senatori.
- 1482-83 - Pietro Rizzari, patrizio; Giovanni Alessandrano, Giovanni Pesce, Pietro Paternò, Alvaro Paternò, Giovanni Zappulla, Matteo Anicito, senatori.
- 1483-84 - Giovanni Cilestri, capitano di giustizia; Vitale Coriglies, patrizio; Giacomo Tedeschi, Bartolomeo Riccioli, Blasco Platamone, Placido Gaetani, Antonio Lanza, Ferrante Pesce (poi Blasco Anicito), senatori.
- 1484-85 - Giovanni Castello, patrizio; Giovanni Paternò, Alvaro Paternò, Giacomo Gioeni, Tommaso Paternò, Antonio Banesi, Pietro Paternò, senatori.
- 1485-86 - Pietro Marsaro, capitano di giustizia; Giovanni Castello, patrizio; Matteo Paternò, Guglielmo Raimondo Castello, Giovanni Munzone, Luigi Platamone, Antonio Pietro Castello, Bartolomeo Riccioli, senatori.
- 1486-87 - Giovanni Castello, capitano di giustizia; Ximenio Vitellino, patrizio; Verardo di Rocco, Bernardo Platamone, Giovanni Zappulla, Manfredi La Valle, Enrico Campisano, Antonio Pesce, senatori.
- 1487-88 - Giovanni Pesce, capitano di giustizia; Giovanni Paternò, patrizio; Sigismondo Paternò, Cola Antonio Riccioli, Antonio Paternò, Giovanni Ventimiglia, Prospero Campagna, Antonio Asmundo, senatori.
- 1488-89 - Giacomo Sant'Angelo, patrizio; Andrea Intrigliola, Giovanni Lisciandrano, Bartolomeo Riccioli, Antonio Paternò, Giovanni Ventimiglia, Prospero Campagna, Antonio Asmundo, senatori.
- 1489-90 - Giacomo Marchesana, capitano di giustizia; Giovanni Castello, patrizio; Giacomo Riccioli, Matteo Paternò, Luigi Platamone, Giovanni Paternò, Giovanni Pesce, Antonio de Curioso, senatori.
- 1490-91 - Giovanni Munzone, capitano di giustizia; Guglielmo Raimondo Castello, barone della Favarotta, patrizio; Giacomo Platamone, Francesco Asmari, Antonino Viperano, Giovanni Zappulla, Manfredi La Valle (poi Pietro Paternò), senatori.
- 1491-92 - Pietro Marsari, capitano di giustizia; Giovanni Castello, patrizio; Giovanni Riccioli, Verardo di Rocco, Mazziotta Anicito, Luigi Paternò, Antonio Paternò, Giovanni Gioeni (poi Giovanni Antonio Crapanzano), senatori.
- 1492-93 - Giovanni Riccioli, capitano di giustizia; Giovanni Statella, barone di Mongiolino, patrizio; Guglielmo Raimondo Randisi; Blasco Anicito, Niccolò Antonio Riccioli, Enrico Campisano, Giovanni Cataldo, Antonio Lanza, senatori.
- 1493-94 - Bartolo Riccioli, capitano di giustizia; Giacomo Marchesana, patrizio; Sigismondo Ventimiglia; Giovanni La Scaletta, Cola Antonio Riccioli, Bartolomeo Asmundo, Pietro Paternò, Andrea Castello, senatori.
- 1494-95 - Giovanni Cilestri, capitano di giustizia; Giovanni Antonio Caruso, patrizio; Andrea Castello, Giovanni Scammacca, Antonino Asmundo, Giacomo Traversa, Francesco Asmari, Raimondo Platamone, senatori.
- 1495-96 - Giovanni Paternò, capitano di giustizia; Guglielmo Raimondo Moncada, patrizio; Giovanni Marchesana, Giovan Matteo Cutelli, Girolamo Gioeni, Mazziotta Anicito, Alvaro Paternò, Giovan Bartolo Riccioli, senatori.
- 1496-97 - Giovanni Riccioli, capitano di giustizia; Pietro Rizzari, patrizio; Blasco Platamone, Blasco Anicito, Giacomo Vitellino, Giovanni Riccioli maggiore, Fabio Paternò, Antonio Mulia, senatori.
- 1497-98 - Guglielmo Castello, capitano di giustizia; Giovanni Battista Platamone, patrizio; Berardo de Rocco, Giovannello Gioeni, Luigi Platamone, Alfonso Paternò, Guglielmo Raimondo Randisi, Giovanni Cola Riccioli, senatori.
- 1498-99 - Gianfrancesco Paternò, capitano di giustizia; Giovanni Castello, patrizio; Francesco Traversa, Raimondo La Valle, Vincenzo Marchesana, Giacomo Tedeschi, Scipione Statella, Cola antonio Riccioli, senatori.
- 1499-1500 - Giovanni Munzone, capitano di giustizia; Alvaro Paternò, patrizio; Giovanni Scammacca, Giovanni Paternò, Francesco Asmari, Cola Pesce, Girolamo Anzalone, Giovanni Landolina, senatori.
- 1500-01 - Antonio Platamone, capitano di giustizia; Gianfrancesco Paternò, patrizio; Giacomo Vitellino, Bartolomeo Asmundo, Giovanni Scaletta, Antonio Montalto, Antonio Paternò, Giovanni Cataldo, senatori.
- 1501-02 - Giovanni Statella, barone di Mongiolino, capitano di giustizia; Pietro Rizzari, patrizio; Luigi Platamone, Lupo Castello, Vassallo Gravina, Giovanni Riccioli, Guglielmo Raimondo Randisi, Blasco Anicito, senatori.
- 1502-03 - Ximenio Vitellino, patrizio; Fabio Paternò, Girolamo Gravina, Giovan Matteo Cutelli, Vincenzo Marchesana, Mazziotta Anicito, Antonio Anzalone, senatori.
- 1503-04 - Guglielmo Raimondo Castello, barone della Favarotta, capitano di giustizia; Giovan Battista Platamone, patrizio; Cristoforo Traversa, Niccolò Pesce, Melchiorre Riera, Alfonso Caruso, Paolo Castello, Francesco Asmari, senatori.
- 1504-05 - Guglielmo Raimondo Randisi, capitano di giustizia; Luigi Paternò, patrizio; Blasco Paternò, Giovanni Castello, Giovanni Gioeni, Gaspare Rizzari, Paolo Landolina, Giovanni Scaletta, senatori.
- 1505-06 - Alvaro Paternò, patrizio; Antonio Asmundo, Pietro Paternò, Cesare Gioeni, Giovanni Marchesana, Giovanni Riccioli, Guglielmo Raimondo Randisi, senatori.
- 1506-07 - Francesco Paternò, capitano di giustizia; Lupo Castello, patrizio; Sigismondo La Valle, Girolamo Gioeni, Giovan Matteo Cutelli, Bartolomeo La Torre, Antonio Paternò, Giovanni Andrea Tedeschi, senatori.
- 1507-08 - Cesare Gioeni, capitano di giustizia; Guglielmo Raimondo Randisi, barone della Favarotta, patrizia; Blasco Anicito (poi Pietro Vitellino), Vincenzo Marchesana, Andrea Castello (poi Bartolomeo La Torre), Giovanni Scaletta, Giovanni Scammacca, Giacomo Traversa, senatori.
- 1508-09 - Giacomo Tedeschi, capitano di giustizia; Sigismondo Paternò, patrizio; Fabio Paternò, Federico Gioeni, Giacomo Munzone, Pietro Vitellino, Sigismondo Ventimiglia, Francesco Statella d'Ercole, senatori.
- 1509-10 - Gianfrancesco Paternò, barone di Raddusa, capitano di giustizia; Giovanni Statella, barone di Mongiolino, patrizio; Cristoforo Traversa, Bernardo Tornabene, Girolamo Paternò, Ingutterra Ventimiglia (poi Michele Platamone), Pietro Intrigliola, Giovan Ferrante Platamone, senatori.
- 1510-11 - Gianfrancesco Paternò, barone di Raddusa, capitano di giustizia; Giovanni Statella, barone di Mongiolino, patrizio; Girolamo Paternò, Giovan Ferrante Platamone, Michele Anzalone, Pietro Intrigliola, Cristoforo Traversa, Bernardo Tornabene, senatori.
- 1511-12 - Girolamo Gravina, capitano di giustizia; Giovanni Castello, patrizio; Bartolomeo Asmundo, Verardo di Rocco (poi Bartolomeo La Torre), Antonio Paternò, Francesco Statella, Antonio Tedeschi, Calcerano Intrigliolo, senatori.
- 1512-13 - Girolamo Guerrera, capitano di giustizia; Alvaro Paternò, patrizio; Mazziotta Anicito, Ferdinando Marchesana, Giovanni Cozaludo, Francesco Asmari, Antonio Asmundo, Raimondo Tedeschi, senatori.
- 1513-14 - Niccolò Mililli, capitano di giustizia; Luigi Paternò, patrizio; Michele Anzalone, Francesco Castello, Mariano Barresi, Fabio Paternò, Muzio Gioeni, Giacomo Riccioli, senatori.
- 1514-15 - Guglielmo Raimondo Castello, capitano di giustizia; Sigismondo Paternò, patrizio; Giacomo Gioeni, Giacomo Traversa, Giacomo Munzone, Guglielmo Raimondo Randisi, barone di Armicci, Michele Viperano, Giovanni Marchesana, senatori.
- 1515-16 - Teodoro d'Arcangelo, capitano di giustizia; Girolamo Guerrera, patrizio; Ercole Ventimiglia, Giovan Benedetto Paternò, Guglielmo Raimondo Randisi, barone di Armicci, Luigi Sardo, Cesare Gioeni (poi Guglielmo Barresi), senatori.
- 1516-17 - Gianfrancesco Paternò, barone di Raddusa, capitano di giustizia; Giovanni Statella, barone di Mongiolino, patrizio; Antonio Gaetani, Federico Gioeni, Giovanni Bonajuto, Giovanni Paternò, Giovanni Ramondetta, Antonio Paternò, senatori.
- 1517-18 - Girolamo Asmari, barone di Bonvicino (poi Guglielmo Raimondo Randisi), capitano di giustizia; Lupo Castello, patrizio; Giovanni Cataudo, Pietro Paternò maggiore, Bernardo Alessandrano, Pietro Paternò minore, Muzio Gioeni, Giovanni Ingrassia, senatori.
- 1518-19 - Pietro Munzone (poi Cesare Gioeni), capitano di giustizia; Sigismondo Paternò (poi Lupo Castello), patrizio; Alfonso Caruso, Francesco Paternò, Vassallo Gravina (poi Bernardo Lisciandrano), Antonio Sardo, Giovanni Scaletta, Francesco Castello (poi Pietro Zappulla), senatori.
- 1519-20 - Cesare Gioeni, capitano di giustizia e patrizio; Luigi Sardo, Giuseppe Gravina, Bernardo Marchesana, Calcerano Intrigliola, Francesco Zappulla, Giacomo Gioeni, senatori.
- 1520-21 - Federico Gioeni, capitano di giustizia; Luigi Paternò, patrizio; Pietro Anicito, Girolamo Statella, Giovanni Paternò, Pietro Intrigliola, Giacomo Munzone, Giovanni Bonajuto, senatori.
- 1521-22 - Giovanni Statella, barone di Mongiolino, capitano di giustizia; Guglielmo Raimondo Randisi, patrizio; Antonino Asmundo, Giacomo Riccioli, Bernardo Lisciandrano, Giacomo Traversa, Pietro Paternò, Scipione Gravina, senatori.
- 1522-23 - Guglielmo Raimondo Castello, barone della Favarotta, capitano di giustizia; Alfonso Guerrera, patrizio; Antonino Bonajuto, Pietro Zappulla, Bartolomeo La Torre, Scipione Gravina, Giovanni Marchesano, Antonino Stizzìa, senatori.
- 1523-24 - Girolamo Statella, capitano di giustizia; Giovan Niccolò Riccioli, patrizio; Giovanni Gioeni, Angelo Francesco Paternò, barone di Sigona (poi Antonio Zappulla), Luigi Sardo, Ximenio Lisciandrano, Bartolomeo Lisciandrano, Fabio Paternò.
- 1524-25 - Giovanni Ramondetta, capitano di giustizia; Giovan Tommaso Guerrera, patrizio; Francesco Castello, Cesare Asmundo, Mariano Barresi, Giambattista Gotho, Pietro Antonio Zappulla, Girolamo Platamone, senatori.
- 1525-26 - Antonino Bonajuto, capitano di giustizia; Guglielmo Raimondo Randisi, patrizio; Giacomo Riccioli, Giovanni Bonajuto, Giacomo Traversa, Angelo Spucces, Girolamo Paternò, Diego Ventimiglia, senatori.
- 1526-27 - Giovan Tommaso Guerrera, capitano di giustizia; Stefano Gaetani, patrizio; Federico Tedeschi, Bartolomeo La Torre, Pietro Zappulla, Pietro Vivicito, Lorenzo Gioeni, Giovanni Gravina, senatori.
- 1527-28 - Lorenzo Gioeni, capitano di giustizia; Luigi Paternò, patrizio; Giambattista Guerrera, Bernardo Alessandrano, Scipione Gravina (poi Barnaba Tornabene), Ximenio Alessandrano, Giovan Vincenzo La Rocca, Enrico Sant'Angelo, senatori.
- 1528-29 - Giacomo Statella, capitano di giustizia; Giovan Tommaso Guerrera, patrizio; Girolamo Statella, Antonino Asmundo, Raimondo Gioeni, Giambattista Gotho, Scipione Paternò, Fabio Paternò, senatori.
- 1529-30 - Stefano Gaetani, capitano di giustizia; Francesco Paternò, patrizio; Giovanni Marchesana, Luigi Sardo, Bartolomeo Asmondo, Giacomo Riccioli, Giovanni Paternò, Raimondo Ramondetta, senatori.
- 1530-31 - Francesco Statella, capitano di giustizia; Giovanni Ramondetta (poi Giavomo Munzone), patrizio; Mariano Barresi, Giovanni Alessi, Giacomo Paternò, Giovanni La Valle, Pietro Vivicito, Antonino Stizzìa, senatori.
- 1531-32 - Vincenzo Gravina, capitano di giustizia; Antonino Bonajuto, patrizio; Giovanni Bonajuto, Giovan Andrea Tedeschi, Giovan Battista Guerrera, Ingutterra La Valle, Antonio Sigona, Ximenio Lisciandrano, senatori.
- 1532-33 - Giovanni Ramondetta, barone del Pardo, capitano di giustizia; Sigismondo Paternò, patrizio; Fabio Paternò, Francesco Bonajuto, Raimondo Ramondetta, Bartolomeo Asmundo, Pietro Intrigliolo, Giacomo Riccioli, senatori.
- 1533-34 - Raimondo Bonajuto, capitano di giustizia; Lorenzo Gioeni, patrizio; Antonino Stizzìa, Baldassarre Paternò, Guglielmo Barresi, Antonio Paternò, Ercole Ventimiglia, Girolamo Paternò, senatori.
- 1534-35 - Stefano Gaetani, capitano di giustizia e patrizio; Antonino Paternò, Giovanni La Valle, Giacomo Paternò, Pietro Vivicito, Raimondo Gioeni, Giovan Battista Guerrera, senatori.
- 1535-36 - Giovanni Alessi, capitano di giustizia; Sigismondo Paternò, patrizio; Giovan Tommaso Gravina, Niccolò Mililli, Antonino Platamone, Pietro Paternò, Bartolomeo La Torre, Giovanni Bonajuto, senatori.
- 1536-37 - Luigi d'Arcangelo, capitano di giustizia; Stefano Gaetani, patrizio; Adamo Gaetani, Girolamo Paternò, Mariano Barresi, Antonino Stizzìa, Pietro Intrigliolo, Giovanni Paternò, senatori.
- 1537-38 - Raimondo Gioeni, capitano di giustizia; Luigi Paternò, patrizio; Giovan Battista Anzalone, Antonino Scammacca, Giovanni Alessi (poi Giovan Battista Gotho), Giacomo Riccioli, Giovan Andrea Tedeschi, Raimondo Ramondetta, senatori.
- 1538-39 - Ercole Statella, capitano di giustizia; Stefano Gaetani, patrizio; Antonio Paternò, Giovanni La Valle, Mario Alessi, Vincenzo Gravina, Alfio Gioeni, Giovanni Bonajuto, senatori.
- 1539-40 - Pietro Paternò, barone di Aragona, capitano di giustizia; Giovan Tommaso Guerrera, patrizio; Baldassarre Paternò, Alvaro Paternò, Scipione Gaetani, Giovan Battista Gotho, Guglielmo Barresi, Enrico Statella, senatori.
- 1540-41 - Antonio Statella, capitano di giustizia; Raimondo Bonajuto, patrizio; Giovanni Alessandrano, Giovan Andrea Tedeschi, Raimondo Ramondetta, Raimondo Anzalone, Mariano Barresi, Giovanni Paternò, senatori.
- 1541-42 - Raimondo Bonajuto, capitano di giustizia; Antonio Bonajuto, patrizio; Francesco Tedeschi, Raimondo Gioeni, Niccolò Mililli, Giovanni Bonajuto, Pietro Paternò, barone di Aragona, Giovan Battista Guerrera, senatori.
- 1542-43 - Girolamo Guarrera, capitano di giustizia; Luigi Paternò, patrizio; Bernardo Tornabene, Pietro Scarfellito, Alfio Gioeni, Giovan Battista Anzalone, Giovan Tommaso Gravina, Giovanni Statella, senatori.
- 1543-44 - Pietro Vivicito, capitano di giustizia; Giovan Tommaso Guerrera, patrizio; Pietro Paternò, Ercole Ventimiglia, Giacomo Marchesana, Cesare Gaetani (poi Giovanni Lisciandrano), Ercole Tedeschi, Antonio Paternò, senatori.
- 1544-45 - Lorenzo Gioeni, capitano di giustizia; Giovanni Ramondetta, patrizio; Francesco Tedeschi, Giovanni Paternò, Calcerano Falcone, Raimondo Ramondetta, Raimondo Gioeni, Mariano Barresi, senatori.
- 1545-46 - Raimondo Gioeni, capitano di giustizia; Girolamo Guerrera, patrizio; Michele Grifo, Alvaro Paternò, Pietro Munzone, Pietro Paternò, Antonio Paternò, Filippo Inguanti, senatori.
- 1546-47 - Antonio Statella, capitano di giustizia; Antonio Bonajuto, patrizio; Giovan Battista Guerrera, Addario Gaetani, Giacomo Statella, Bernardo Tornabene, Giovanni La Valle, Pietro Inguanti, senatori.
- 1547-48 - Baldassarre Paternò, capitano di giustizia; Giovanni Ramondetta, patrizio; Giovanni Castello, Vincenzo Gravina, Ercole Tedeschi, Scipione Statella, Giovan Tommaso Gravina, Antonio Paternò, senatori.
- 1548-49 - Raimondo Gioeni, capitano di giustizia; Girolamo Guerrera, patrizio; Pietro Scarfillito, Francesco Tedeschi, Giovanni Paternò, Raimondo Ramondetta, Alvaro Paternò, Ercole Ventimiglia, senatori.
- 1549-50 - Ercole Statella, capitano di giustizia; Antonio Bonajuto, patrizio; Pietro Paternò, Giovan Battista Anzalone, Bernardo Tornabene, Mariano Alessi, Giuseppe Abbatelli, Giuseppe La Valle, senatori.
- 1550-51 - Giovanni Paternò, capitano di giustizia; Giovanni Ramondetta, patrizio; Girolamo Paternò, Giovanni La Valle, Pietro Inguanti, Vincenzo Gravina, Ercole Tedeschi, Giacomo Marchesana, senatori.
- 1551-52 - Antonio Statella, capitano di giustizia; Giovanni Paternò, patrizio; Biagio Intrigliolo, Francesco Tedeschi, Alvaro Paternò, Ingutterra La Valle, Giovanni Grifo, senatori (poi Pietro Paternò, Bernardo Tornabene, Pietro Scarfillitta, Biagio Intrigliolo, Raimondo Anzalone, Giovanni Paternò, per provvisione fatta dal viceré Juan de Vega il 26 agosto 1551).
- 1552-53 - Vincenzo Gravina, capitano di giustizia; Lorenzo Gioeni, patrizio; Francesco Sant'Angelo, Pietro Scarfillitto, Niccolò Statella, Antonio Paternò, Girolamo Platamone, Raimondo Ramondetta, senatori.
- 1553-54 - Ercole Statella, capitano di giustizia; Vincenzo Gravina, patrizio; Francesco Gravina, Mario Alessi, Francesco Anzalone, Giovan Leonardo d'Arcangelo, Giovanni Marchesana, Francesco La Valle, senatori.
- 1554-55 - Ercole Statella, capitano di giustizia; Vincenzo Gravina, patrizio; Francesco Gravina, Mario Alessi, Francesco Anzalone, Giovan Leonardo d'Arcangelo, Giovanni Marchesana, Francesco La Valle, senatori.
- 1555-56 - Lorenzo Gioeni, capitano di giustizia e patrizio; Scipione Statella, Vincenzo Gravina, Giovan Battista Anzalone, Pietro Seminara, Enrico Ruffo, Ingutterra La Valle, senatori.
- 1556-57 - Vincenzo Gravina, capitano di giustizia e patrizio; Girolamo Vivicito, Francesco Anzalone, Antonio Tornabene, Biagio Intrigliolo, Antonio Paternò, Ercole Alessandrano, senatori.
- 1557-58 - Pietro Seminara, capitano di giustizia; Vincenzo Gravina, patrizio; Girolamo Vivicito, Pietro Paternò, Vincenzo La Valle, Giovan Simone Sigona, Niccolò Statella, Francesco Sant'Angelo, barone di Gattaino, senatori.
- 1558-59 - Ercole Statella, capitano di giustizia; Scipione Statela, patrizio; Alonso Gioeni, Francesco Tornabene, Francesco Rosso, Francesco Gravina, Antonio Paternò, senatori.
- 1559-60 - Ercole Statella, capitano di giustizia; Lorenzo Gioeni, patrizio; Pietro Scarfillitto, Michele Anzalone, Giacomo Marchesana, Giovanni Paternò, Enrico Rosso, Antonio Tornabene, senatori.
- 1560-61 - Francesco Statella, capitano di giustizia; Vincenzo Gravina, patrizio; Niccolò Statella, Mario Alessi, Giovan Battista Bonajuto, Francesco Sant'Angelo, Guglielmo Platamone, Carlo Gioeni, senatori.
- 1561-62 - Girolamo Gravina, barone di Francofonte, capitano di giustizia; Blasco Statella, patrizio; Vincenzo La Valle, Ingutterra Paternò, Francesco Gravina, Alfonso Gioeni, Vincenzo d'Arcangelo, Ferrante Gravina, senatori.
- 1562-63 - Lorenzo Gioeni, capitano di giustizia; Giovanni Paternò, patrizio; Giovan Battista Gaetani, Enrico Rosso, Francesco La Valle, Michele Anzalone, Giacomo Marchesana, Francesco Anzalone, senatori.
- 1563-64 - Lorenzo Gioeni, capitano di giustizia; Vincenzo Gravina, patrizio; Francesco Sant'Angelo, Francesco Rosso, Giovan Battista Bonajuto, Guglielmo Platamone, Niccolò Statella, Alessandro Gioeni, senatori.
- 1564-65 - Enrico Rosso, capitano di giustizia; Vincenzo La Valle, patrizio; Girolamo Vivicito, Ettore Gioeni, Angelo Francesco Paternò, barone di Aragona, Lucio Gravina, Pietro Seminara, Alessandro Bonajuto, senatori.
- 1565-66 - Vincenzo Gravina minore, capitano di giustizia; Lorenzo Gioeni, patrizio; Vincenzo d'Arcangelo, Giovanni Paternò, Giovan Battista Gaetani, Francesco Scammacca, Francesco Gravina, Carlo Gioeni, senatori.
- 1566-67 - Niccolò Statella, capitano di giustizia; Vincenzo Gravina, patrizio; Francesco La Valle, Cesare Marchesana, Francesco La Valle minore, Ferrante Gravina, Erasmo Paternò, Enrico Rosso, senatori.
- 1567-68 - Cesare Statella, capitano di giustizia; Pietro Seminara, patrizio; Girolamo Vivicito, Guglielmo Platamone, Ettore Gioeni, Giacomo Marchesana, Pompilio Inguanti, Scipione Scammacca, senatori.
- 1568-69 - Francesco La Valle, capitano di giustizia e patrizio; Lucio Gravina, Francesco Tornabene, Fabrizio Scammacca, Angelo Francesco Paternò, barone di Aragona, Alessandro Bonajuto, Niccolò Statella, senatori.
- 1569-70 - Francesco La Valle, capitano di giustizia; Giovanni Paternò, patrizio; Alvaro Paternò, Girolamo Asmundo, Giambattista Gaetani, Lodovico Scammacca, Cesare Marchesana, Giovan Tommaso Paternò, senatori.
- 1570-71 - Alessandro Bonajuto, capitano di giustizia; Pietro Seminara, patrizio; Girolamo Vivicito, Giambattista Bonajuto, Giovanni Paternò, Ettore Gioeni, Giovan Francesco La Valle, Francesco Tedeschi, senatori.
- 1571-72 - Alessandro Bonajuto, capitano di giustizia; Ferdinando Gravina, patrizio; Annibale Gioeni, Angelo Francesco Paternò, barone di Aragona, Prospero Paternò, Fabrizio Scammacca, Giorgio Ventimiglia, Scipione Alessandrano, senatori.
- 1572-73 - Cesare Statella, capitano di giustizia; Blasco Statella, patrizio; Girolamo Asmondo, Erasmo Paternò, Alessandro d'Arcangelo, Clareano Gioeni, Alessandro Cutelli, Cesare Tornabene, senatori.
- 1573-74 - Blasco Statella, capitano di giustizia; Pietro Seminara, patrizio; Cesare Marchesana, Giovanni Arezzo, barone di San Giuliano, Francesco Anzalone, Francesco Sant'Angelo, Alessandro Bonajuto, Artale Riccioli, senatori.
- 1574-75 - Pietro Seminara, capitano di giustizia; Alessandro Bonajuto, patrizio; Fabrizio Scammacca, Annibale Gioeni, Alfonso Abbatelli, Lucio Gravina, Scipione Alessandrano, Giorgio Ventimiglia, senatori.
- 1575-76 - Arcaloro Li Perni, capitano di giustizia; Girolamo Vivicito, patrizio; Pompilio Inguanti, Ferdinando Platamone, Giovanni Gioeni, barone di San Demetrio, Antonio Balsamo, visconte, Girolamo Asmundo, Ferdinando Gioeni, senatori.
- 1576-77 - Girolamo Cutelli, capitano di giustizia; Ferrante Gravina, patrizio; Cesare Platamone, Pietro Anzalone, Cesare Statella minore, Francesco Anzalone, Michele Statella, Giovan Francesco La Valle, senatori.
- 1577-78 - Prospero Paternò, capitano di giustizia; Girolamo Cutelli, patrizio; Scipione Alessandrano, Erasmo Inguanti (poi Erasmo Paternò), Vincenzo Abbate, Lucio Gravina, Fabrizio Scammacca, Girolamo Vivicito, senatori.
- 1578-79 - Girolamo Vivicito, capitano di giustizia; Pietro Seminara, patrizio; Alessandro Cutelli, Antonio Lanza, barone della Via, Girolamo Asmundo, Clareano Gioeni, Giovanni Arezzo, barone di San Gouliano, Giovanni Ventimiglia, barone di Passanito, senatori.
- 1579-80 - Angelo Francesco Paternò, barone di Aragona, capitano di giustizia; Lucio Gravina, patrizio; Cesare Tornabene, Francesco Anzalone, Giovanni Gioeni, barone di San Demetrio, Giovanni Paternò, Ingutterra La Valle, Cesare Statella, senatori.
- 1580-81 - Ugo Paternò, capitano di giustizia; Girolamo Cutelli, patrizio; Giuseppe Paternò, Francesco La Valle, Pietro Seminara, Antonio Sigona, Fabrizio Scammacca, Scipione Alessandrano (poi Angelo Francesco Paternò, barone di Aragona), senatori.
- 1581-82 - Arcaloro Li Perni, capitano di giustizia; Ettore Gioeni, patrizio; Erasmo Provenzale (poi Girolamo Stizzìa), Pietro Anzalone, Clareano Gioeni, Giovanni Arezzo, barone di San Giuliano, Girolamo Asmundo, Ferrante Gioeni, senatori.
- 1582-83 - Erasmo Provenzale, capitano di giustizia; Pietro Fimia, patrizio; Alessandro Cutelli, Angelo Francesco Paternò, barone di Aragona, Girolamo Vivicito, Erasmo Paternò, Francesco Anzalone, Stefano Fimia, senatori.
- 1583-84 - Ferrante Gioeni, capitano di giustizia; Lucio Gravina, patrizio; Antonio Sigona, Ottavio Paternò, Cesare Statella maggiore, Girolamo Cutelli, Giuseppe Paternò, Cesare Statella minore, senatori.
- 1584-85 - Girolamo Stizzìa, capitano di giustizia; Girolamo Cutelli (poi Girolamo Vivicito), patrizio; Francesco La Valle (poi Giorgio Ventimiglia), Cesare Alessandrano, Carlo Gravina, Giambattista Guerrera, Giulio Marchesana, Ottavio Ramondetta, senatori.
- 1585-86 - Girolamo Cutelli, capitano di giustizia e patrizio; Lucio Gravina, Stefano Fimia, Giovanni Paternò, Orazio Tornabene, Raimondo Paternò, Erasmo Paternò, senatori.
- 1586-87 - Pietro Seminara (poi Gaspare Statella), capitano di giustizia; Ettore Gioeni, patrizio; Giuseppe Paternò, barone di Raddusa, Ottavio Paternò, Girolamo Asmundo, Antonio La Via, barone della Via, Antonio Sigona, Cesare Gaetani, senatori.
- 1587-88 - Angelo Francesco Paternò, barone di Aragona, capitano di giustizia; Nuvolo Paternò, patrizio; Vincenzo Scammacca, Giulio Tedeschi, Ingutterra La Valle, Giorgio Ventimiglia, barone di Passanito, Orazio Paternò Castello, barone di Biscari, Francesco Anzalone, senatori.
- 1588-89 - Ottavio Ramondetta, capitano di giustizia; Lucio Gravina, patrizio; Cesare Platamone, Orazio Tornabene, Pietro Paternò, Orazio La Valle, Giulio Marchesana, Giacomo Riccioli (poi Erasmo Paternò), senatori.
- 1589-90 - Francesco Tedeschi, capitano di giustizia; Erasmo Provenzale, patrizio; Giovanni Gioeni, barone di San Demetrio, Francesco Asmundo, Giacomo Riccioli, Cesare Gaetani, Giambattista La Valle, Ottavio Paternò, senatori.
- 1590-91 - Galeotto Platamone, capitano di giustizia; Giulio Tedeschi, patrizio; Orazio Paternò Castello, barone di Biscari, Stefano Fimia, Giambattista Guerrera, Scipione Bonajuto, Vincenzo Scarfellito, Girolamo Cutelli, senatori.
- 1591-92 - Erasmo Provenzale (poi Carlo Gravina), capitano di giustizia; Angelo Francesco Paternò, barone di Aragona, patrizio; Alessandro Cutelli, Giorgio Ventimiglia, barone di Passanito, Orazio Tornabene, Cesare Alessandrano, Giulio Marchesana, Pietro Anzalone, senatori.
- 1592-93 - Carlo Gravina, capitano di giustizia; Giorgio Ventimiglia, barone di Passanito, patrizio; Francesco Asmundo, Francesco Anzalone, Giacomo Riccioli, Ottavio Paternò, Giulio Tedeschi, Antonio Abbate, senatori.
- 1593-94 - Giovanni Gioeni, barone di San Demetrio, capitano di giustizia; Alessandro Cutelli, patrizio; Orazio La Valle, Orazio Paternò Castello, barone di Biscari, Ercole Paternò, Andrea Rosso, Giuseppe Vivicito, senatori.
- 1594-95 - Girolamo Stizzìa, capitano di giustizia; Cesare Alessandrano, patrizio; Vincenzo Scarfellito, Pietro Paternò, Antonio Gaetani, Giuseppe Paternò, Cesare Moncada, Giulio Marchesana, senatori.
- 1595-96 - Francesco Asmundo, capitano di giustizia; Alessandro Cutelli, patrizio; Pietro Anzalone, Francesco Anzalone, Ottavio Paternò, Francesco Gioeni, Scipione Bonajuto, Giulio Tedeschi, senatori.
- 1596-97 - Cesare Marchesana, capitano di giustizia; Matteo Alagona, patrizio; Orazio Paternò Castello, barone di Biscari, Ercole Paternò, Carlo Gravina, Sancio Tedeschi, Pietro Paternò, Cesare Gaetani, senatori.
- 1597-98 - Giulio Tedeschi, capitano di giustizia; Ferrante Gravina, patrizio; Vincenzo Scarfellito, Cesare Moncada, Ottavio Tornabene, Giulio Marchesana, Giuseppe Paternò, Antonio Gaetani, senatori.
- 1598-99 - Giambattista Scammacca, capitano di giustizia; Girolamo Stizzìa, patrizio; Giuseppe Vivicito, Francesco Gioeni, Matteo Alagona, Bartolomeo (o Francesco) Moncada, Francesco Sismundo, Antonio Abbate, senatori.
- 1599-1600 - Rodrigo Vaspes, capitano di giustizia; Guglielmo Tedeschi, patrizio; Scipione Bonajuto, Ferrante Gioeni, Ferrante Cutelli, Lorenzo Paternò, Ascenzio Tedeschi, Ercole Paternò, senatori.
- 1600-01 - Carlo Gravina, capitano di giustizia; Matteo Alagona, patrizio; Ottavio Tornabene, Antonio Gaetani, Giulio Marchesana, Vincenzo Scarfellito, Francesco (o Ettore) Anzalone, senatori.
- 1601-02 - Bartolomeo Moncada, capitano di giustizia; Francesco Sismundo, patrizio; Orazio Paternò Castello, barone di Biscari, Cesare Gaetani, Pietro Anzalone, Giuseppe Tedeschi, Fabrizio Tornabene, Giambattista Scammacca, senatori.
- 1602-03 - Francesco Gioeni, capitano di giustizia; Scipione Bonajuto, patrizio; Francesco Platamone, Giorgio Gioeni, Lorenzo Paternò, Giuseppe Rosso, Giuseppe Vivicito, Alessandro Rizzari, senatori.
- 1603-04 - Orazio Paternò Castello, barone di Biscari, capitano di giustizia; Francesco Gioeni, patrizio; Vincenzo Platamone, Cesare Moncada, Ferrante Cutelli, Giulio Marchesana, Francesco Anzalone, Ettore Anzalone, senatori.
- 1604-05 - Giambattista Scammacca, capitano di giustizia; Carlo Gravina (poi Francesco Sismundo), patrizio; Francesco Gioeni, Vincenzo Platamone, Cesare Moncada, Ferrante Cutelli, Giulio Marchesana, Ettore Anzalone, senatori.
- 1605-06 - Rodrigo Vaspes, capitano di giustizia; Giambattista Scammacca, Raimondo Paternò, Silvio Arezzo, Vincenzo Scarfellito, Scipione Bonajuto, Fabrizio Tornabene, Alberico Paternò, patrizio; senatori.
- 1606-07 - Antonio Sigona, capitano di giustizia; Orazio Paternò Castello, barone di Biscari, patrizio; Orazio Tornabene, Giuseppe Vivicito, Giuseppe Bonajuto, Cesare Gaetani (poi Alessandro Rizzari), Antonio Abbate, Francesco Gioeni, senatori.
- 1607-08 - Giambattista Scammacca, capitano di giustizia; Scipione Bonajuto, patrizio; Cesare Anzalone, Cesare Gaetani, Giulio Marchesana, Ferrante Cutelli, Vincenzo Platamone, Ferrante Gioeni, senatori.
- 1608-09 - Rodrigo Vaspes, capitano di giustizia; Giulio Tedeschi, patrizio; Matteo Alagona, Carlo Gravina, Girolamo Paternò, Fabrizio Tornabene, Vincenzo Gioeni, barone di San Demetrio, Ercole Tedeschi, senatori.
- 1609-10 - Matteo Alagona, capitano di giustizia; Orazio Paternò Castello, barone di Biscari, patrizio; Alessandro Scammacca, Fabrizio Ventimiglia, Giacomo Paternò, Baldassarre Paternò, Ascanio Tedeschi, Lorenzo Paternò, senatori.
- 1610-11 - Ottavio Ramondetta, capitano di giustizia; Scipione Paternò, patrizio; Giulio marchesana, Cesare Moncada, Bartolomeo Moncada, Vincenzo Statella, Giulio Tedeschi, Scipione Scammacca, senatori.
- 1611-12 - Rodrigo Vaspes, capitano di giustizia; Carlo Gravina, patrizio; Fabrizio Tornabene, Giuseppe Fimia, Girolamo Paternò, Ercole Tedeschi, Giambattista Scammacca, Matteo Alagona, senatori.
- 1612-13 - Bartolomeo Moncada, capitano di giustizia; Orazio Paternò Castello, barone di Biscari, patrizio; Francesco Paternò, Bartolomeo Paternò, Francesco La Valle, barone della Medaglia, Ferrante Cutelli, Vincenzo Gioeni, barone di San Demetrio, senatori.
- 1643-14 - Baldassarre Naselli, capitano di giustizia; Matteo Alagona, patrizio; Silvio Bonajuto, Fabrizio Ventimiglia, Alessandro Scammacca, Giulio Marchesana, Vincenzo Statella, Carlo Gravina, senatori.
- 1614-15 - Giulio Tedeschi, capitano di giustizia; Scipione Bonajuto, patrizio; Gutterra La Valle, Eustachio Tornabene, Giulio Tedeschi, Raimondo Paternò (che non prese possesso), Cesare Tornabene, Francesco Tornabene, senatori.
- 1615-16 - Ferrante Gioeni, capitano di giustizia; Carlo Gravina, patrizio; Ercole Anzalone, Bartolomeo Paternò, Raimondo Paternò, Camillo Paternò, Matteo Alagona, Ercole Tedeschi, senatori.
- 1616-17 - Cesare Platamone, capitano di giustizia; Matteo Alagona, patrizio; Vincenzo Statella, Diego Gioeni, Scipione Bonajuto, Fabrizio Ventimiglia, Giambattista Scammacca, Francesco Sismundo, senatori.
- 1617-18 - Carlo Gravina, capitano di giustizia; Alessandro Rizzari, patrizio; Ferrante Gioeni, Giulio Marchesana, Cesare Tornabene, Silvestro Sigona, Cesare Gaetani, Baldassarre Paternò, senatori.
- 1618-19 - Ferrante Cutelli, capitano di giustizia; Francesco Sismundo, patrizio; Francesco Paternò Castello Inguanti, Ascenzio Tedeschi, Raimondo Paternò, Ferrante Gravina, Camillo Paternò, Matteo Alagona, senatori.
- 1619-20 - Cesare Tornabene, capitano di giustizia; Giuseppe Vivicito, patrizio; Alessandro Rizzari, Bartolomeo Paternò, Eustachio Tornabene, Vincenzo Statella, Scipione Bonajuto (che non prese possesso), Lorenzo Paternò, senatori.
- 1620-21 - Raimondo Statella, capitano di giustizia; Camillo Paternò, patrizio; Carlo Gravina, Francesco Gioeni, Alessandro Scammacca, Francesco Tornabene, Antonio Abbate, Giulio Tedeschi, senatori.
- 1621-22 - Camillo Paternò, capitano di giustizia; Alessandro Rizzari, patrizio; Raimondo Paternò, Scipione Bonajuto, Giulio Marchesana, Matteo Alagona, Diego La Valle, Francesco Paternò Castello Inguanti, senatori.
- 1622-23 - Francesco Tornabene, capitano di giustizia; Francesco Gioeni, patrizio; Vincenzo Alessi, Bartolomeo Paternò, Eustachio Tornabene, Cesare Gaetani, Giuseppe Vivicito maggiore, Ferrante Gioeni, senatori.
- 1623-24 - Giulio Tedeschi, capitano di giustizia; Agatino Paternò Castello, barone di Biscari, patrizio; Ottavio Buglio, Paolo Gravina, Vincenzo Statella, Silvestro Sigona, Giacomo Paternò, Francesco Paternò, senatori.
- 1624-25 - Cesare Tornabene, capitano di giustizia; Camillo Paternò, patrizio; Francesco Paternò Castello Inguanti, Diego La Valle, Francesco Tedeschi, Scipione Bonajuto, Andrea di Gregorio, Alessandro Scammacca, senatori.
- 1625-26 - Giacinto Paternò, barone di Raddusa, capitano di giustizia; Bartolomeo Paternò (poi Giuseppe Vivicito), patrizio; Ferrante Gioeni, Giulio Tedeschi, Francesco Gioeni, Fabrizio Tornabene, Giovan Tommaso Anzalone, Vincenzo Statella, senatori.
- 1626-27 - Giacinto Paternò, barone di Raddusa, capitano di giustizia; Giuseppe Vivicito, patrizio; Ferrante Gioeni, Giulio Tedeschi, Francesco Gioeni, Fabrizio Tornabene, Giovan Tommaso Anzalone, Vincenzo Statella, senatori.
- 1627-28 - Cesare Tornabene, capitano di giustizia; Agatino Paternò Castello, barone di Biscari, patrizio; Alessandro Scammacca, Bartolomeo Paternò, Silvestro Sigona, Diego La Valle, Ottavio Gioeni, Antonio Paternò Castello, senatori.
- 1628-29 - Ignazio Paternò Castello, capitano di giustizia; Scipione Bonajuto (poi Giacinto Paternò, barone di Raddusa), patrizio; Francesco Paternò, Giacomo Gravina, Eustachio Tornabene, Bernardo Scammacca, Ottavio Buglio (che non prese possesso), Raimondo Gioeni, senatori.
- 1629-30 - Raimondo Gioeni (poi Diego Gioeni), capitano di giustizia; Fabrizio Tornabene, patrizio; Giacomo Paternò, Francesco Ramiondetta, Francesco Tornabene, Ottavio Buglio, Giambattista Guerrera, Ottavio Gioeni, barone di San Demetrio, senatori.
- 1630-31 - Diego Gioeni, capitano di giustizia; Fabrizio Tornabene, patrizio; Giacomo Paternò, Francesco Ramiondetta, Francesco Tornabene, Ottavio Buglio, Giambattista Guerrera, Ottavio Gioeni, barone di San Demetrio, senatori.
- 1631-32 - Diego La Valle, capitano di giustizia; Agatino Paternò Castello, barone di Biscari, patrizio; Silvio Bonajuto, Alessandro Scammacca, Vincenzo Ramondetta, barone del Pardo, Gisambattista Munzone, Fortunato Tedeschi,barone di Busciarca, Gaspare Statella, barone di Meliaventre, senatori.
- 1632-33 - Diego La Valle, capitano di giustizia; Camillo Paternò, patrizio; Eustachio Tornabene, Bartolomeo Paternò, Sallustio Sigona, Alvaro Paternò, Antonio Paternò Castello, Ugo Tedeschi, senatori.
- 1633-34 - Agatino Paternò Castello, principe di Biscari, capitano di giustizia; Francesco Paternò Castello Inguanti, patrizio; Orazio Tornabene, Fabrizio Tornabene, Giovan Tommaso Anzalone, Cesare Tornabene, Alessandro Bonajuto, Andrea di Gregorio, senatori.
- 1634-35 - Michele Asmundo, capitano di giustizia; Giacinto Paternò, barone di Raddusa, patrizio; Bernardo Scammacca, Ottavio Buglio (poi Alessandro Rizzari, e per morte di questi, Vincenzo Ramondetta), Alessandro Scammacca, Alfonso Paternò, Ottavio Gioeni, Blasco Romano, senatori.
- 1635-36 - Francesco Lanza, castellano di Catania, capitano di giustizia; Francesco Paternò, patrizio; Erasmo Anzalone, Vincenzo Ramondetta, barone del Pardo, Bartolomeo Paternò, Giacomo Gravina, Giambattista Munzone, Diego La Valle (poi Francesco La Valle), senatori.
- 1636-37 - Diego La Valle, capitano di giustizia; Antonio Paternò Castello, patrizio; Alessandro Bonajuto, Francesco Asmundo, Giovan Tommaso Anzalone, Andrea di Gregorio, Ottavio Buglio, Alvaro Paternò, senatori.
- 1637-38 - Blasco Romano, capitano di giustizia; Giacomo Paternò, patrizio; Giacomo Paternò, Francesco Ramondetta, Gaspare Statella, barone di Melinventre, Francesco Riccili, Pietro Anzalone, Orazio La Valle, barone di Schisò, senatori.
- 1638-39 - Vito d'Amico, capitano di giustizia; Camillo Paternò, patrizio; Silvio Bonajuto, Alessandro Scammacca, Eustachio Tornabene, Lodovico Anzalone, Blasco Anzalone, Francesco La Valle, senatori.
- 1639-40 - Giacinto Paternò, barone di Raddusa, capitano di giustizia; Alvaro Paternò, patrizio; Francesco Tornabene, Giambattista Scarfellitto, Giambattista Guerrera, Pietro Paternò, Bernardo Scammacca, Francesco Tedeschi, barone del Toscano, senatori.
- 1640-41 - Francesco Rizzari, barone di San Paolo, capitano di giustizia; Francesco Paternò, patrizio; Camillo Paternò (poi Vincenzo Ramondetta), Ottavio Buglio, Giovan Tommaso Anzalone, Fortunato Tedeschi, barone di Busciarca, Francesco Tedeschi, Orazio La Valle, barone di Schisò, senatori.
- 1641-42 - Camillo Paternò, capitano di giustizia; Antonio Paternò Castello, patrizio; Alessandro Scammacca, Andrea di Gregorio, Bartolomeo Paternò, Francesco La Valle, Francesco Asmundo, Pietro Anzalone, senatori.
- 1642-43 - Blasco Romano, capitano di giustizia; Diego La Valle, patrizio; Erasmo Anzalone, Michele Asmundo, Giacomo Gravina, Antonio Statella Gioeni, Pietro Paternò Castello, Giambattista Guerrera, senatori.
- 1644-45 - Antonio Paternò Castello, capitano di giustizia; Michele Asmundo, patrizio; Bartolomeo Paternò, Alvaro Paternò, Lodovico Anzalone, Diego Platamone, Francesco Tedeschi, barone del Toscano, Francesco Rizzari, barone di San Paolo,senatori.
- 1645-46 - Francesco La Torre, capitano di giustizia; Diego La Valle, patrizio; Francesco Tornabene, Giambattista Guerrera, Alessandro Bonajuto, Ottavio Buglio, Giacomo Gravina, Francesco Asmundo (poi Teodoro Sigona, barone del Plantano), senatori.
- 1646-47 - Pietro Paternò Castello, capitano di giustizia; Giacinto Paternò, barone di Raddusa, patrizio; Alessandro La Torre, Blasco Romano, Giuseppe La Valle, Bernardo Scammacca, Francesco Asmundo, Diego Bonajuto, senatori.
- 1647-48 - Cesare Tornabene, capitano di giustizia; Giacomo Gravina, patrizio; Lodovico Tornabene, Orazio La Valle (Francesco Riccioli), barone di Schisò, Francesco Tedeschi, Fortunato Tedeschi, barone di Busciarca, Ercole Gravina (poi Giuseppe Incontro), Vincenzo Ramondetta, barone del Pardo (poi Filippo Mancarella), senatori.
- 1648-49 - Lodovico Anzalone (poi Antonio Bisognani, patrizio napoletano, e poi Andrea di Gregorio), capitano di giustizia; Francesco Rizzari, barone di San Paolo, patrizio; Cesare Anzalone, Vito d'Amico, barone del Grano, Alfonso Paternò, Giambattista Guerrera (nobili), Giacomo Gemma, Francesco Gugliara (popolani), senatori.
- 1649-50 - Andrea di Gregorio (poi Francesco Rizzari e Francesco Tornabene), capitano di giustizia; Diego Bonajuto, patrizio; Gaspare Statella, barone di Melinventre, Giovan Tommaso Anzalone, Lodovico Tornabene, Diego La Valle, Carlo Gravina, Alvaro Paternò, senatori.
- 1650-51 - Lodovico Anzalone, capitano di giustizia; Giacomo Gravina, patrizio; Giuseppe Rizzari, Francesco Tornabene, Camillo Paternò, Francesco Tedeschi, Gabriele Abbate, Antonio Sigona, senatori.
- 1651-52 - Girolamo Asmundo, barone di San Giuliano, capitano di giustizia; patrizio; Giacinto Tedeschi, Francesco Ramondetta, Giuseppe La Valle, Giacinto Paternò, barone di Raddusa, Alessandro Bonajuto, Alfonso Paternò, senatori.
- 1652-53 - Lorenzo Anzalone, capitano di giustizia; Francesco Tedeschi, patrizio; Francesco Riccioli, Fortunato Tedeschi, barone di Busciarca, Pietro Paternò, Vincenzo Paternò, barone di Ficarazzi, Giuseppe Tommaso Anzalone, Ercole Tedeschi, senatori.
- 1653-54 - Girolamo Stella, capitano di giustizia; Giacinto Paternò, barone di Raddusa, patrizio; Cesare Anzalone, Vito Amico, barone del Grano, Alvaro Paternò, Giacomo Gravina, Ascanio Riccioli, Vincenzo Ramondetta, barone del Pardo, senatori.
- 1654-55 - Girolamo Stella, capitano di giustizia; Pietro Paternò Castello, patrizio; Pietro Moncada, Vincenzo Gioeni, barone di San Demetrio, Diego La Valle, Lodovico Anzalone, Alfonso Gioeni, Giuseppe Maria La Valle, senatori.
- 1655-56 - Alfonso Gioeni,capitano di giustizia; Giambattista Guerrera, patrizio; Francesco Rizzari, barone di San Paolo, Francesco Ramondetta, Francesco Riccioli, Carlo Gravina (poi Giuseppe Gussio, barone di Passarello), Bernardo Scammacca, Giambattista Tedeschi, senatori.
- 1656-57 - Carlo Gravina, capitano di giustizia; Giovanni Tedeschi, patrizio; Bartolomeo Paternò, Giuseppe Rizzari, Vincenzo Ramondetta, barone del Pardo, Antonio Sigona, Cesare Anzalone, Lodovico Tornabene, senatori.
- 1657-58 - Francesco Rizzari, barone di San Paolo, capitano di giustizia; Alessandro Bonajuto, patrizio; Ignazio Asmundo, Giambattista Paternò barone di Manganelli, Gabriele Abbate, Girolamo Asmundo, barone di San Giuliano, Lodovico Anzalone, Guglielmo Scammacca, senatori.
- 1658-59 - Giambattista Paternò Cutelli, capitano di giustizia; Francesco Rizzari, barone di San Paolo, patrizio; Giambattista Tedeschi, Francesco Tedeschi Gioeni, Giambattista Guerrera, Pietro Moncada, Bernardo Scammacca, Pietro Paternò Castello, senatori.
- 1659-60 - Carlo Gaetani, barone di Villa Allegra, capitano di giustizia; Carlo Gravina, patrizio; Alfonso Gioeni, Cesare Anzalone, Cesare Platamone, Raimondo Ramondetta, barone del Pardo, Giuseppe Rizzari, Antonio Sigona, senatori.
- 1660-61 - Alvaro Paternò, capitano di giustizia; Vincenzo Gioeni, barone di San Demetrio, patrizio; Lodovico Tornabene, Fortunato Tedeschi, Giovanni Tedeschi, Ercole Tedeschi, Alessandro Bonajuto, Carlo Gaetani, barone di Villa Allegra, senatori.
- 1661-62 - Girolamo Asmundo, barone di San Giuliano, capitano di giustizia; Francesco Tedeschi, patrizio; Ignazio Asmundo, Giuseppe Giurato, Giambattista Tedeschi, Giambattista Paternò, barone di Manganelli, Giuseppe Maria La Valle, Gabriele Abbate, senatori.
- 1662-63 - Francesco Rizzari, duca di Tremestieri, capitano di giustizia; Giovanni Tedeschi, patrizio; Raimondo Ramondetta, barone del Pardo, Lorenzo Gioeni, Vincenzo Gioeni, barone di San Demetrio, Girolamo Asmundo, barone di San Giuliano, Bernardo Scammacca, Vincenzo Paternò, barone di Ficarazzi, senatori.
- 1663-64 - Giovanni Tedeschi, capitano di giustizia; Guglielmo Scammacca, patrizio; Francesco Tedeschi Gioeni, Carlo Gravina, Raimondo Statella, Francesco Riccioli, Lodovico Anzalone, Cesare Anzalone maggiore, senatori.
- 1664-65 - Carlo Gaetani, barone di Villa Allegra, capitano di giustizia; Vincenzo Gioeni, barone di San Demetrio, patrizio; Ercole Tedeschi, Alessandro Bonajuto, Fortunato Tedeschi, barone di Busciarca,Giovanni Tedeschi, Giambattista Paternò, barone di Manganelli, Antonio Sigona, senatori.
- 1665-66 - Carlo Gaetani, barone di Villa Allegra, capitano di giustizia; Francesco Tedeschi Gioeni, patrizio; Giambattista Tedeschi, Cesare Platamone, Lorenzo Gioeni, Enrico Campisano, Francesco La Valle, barone del Cugno, Bernardo Scammacca, senatori.
- 1666-67 - Alonzo Gioeni, capitano di giustizia; Pietro Paternò Castello, patrizio; Raimondo Statella, Giuseppe Maria La Valle, Agatino Tedeschi, Diego Gioeni, Innocenzo Tedeschi, Pietro Moncada, senatori.
- 1667-68 - Vincenzo Gioeni, barone di San Demetrio, capitano di giustizia; Ercole Tedeschi, patrizio; Gabriele Abbate, Pietro Rizzari, barone di Schisò, Ignazio Asmundo, Giovanni Tedeschi, Carlo Gravina, Giuseppe Rizzari, senatori.
- 1668-69 - Antonio Stella, barone dell'Annunziata, capitano di giustizia; Alonzo Gioeni, patrizio; Giuseppe Giurato, Vincenzo Gioeni, barone di San Demetrio, Enrico Campisano, Lorenzo Gioeni, Cesare Anzalone, Francesco Colonna Romano, senatori.
- 1669-70 - Giovanni Paternò Castello, capitano di giustizia; Antonio Sigona, patrizio; Francesco Sigona, Lodovico Tornabene, Ercole Tedeschi, Alessandro Bonajuto, Giuseppe Maria La Valle, Girolamo Asmundo, senatori.
- 1670-71 - Giambattista Paternò Castello, capitano di giustizia; Guglielmo Scammacca, patrizio; Giacinto Paternò, Carlo Gaetani, barone di Villa Allegra, Ignazio Asmundo, Pietro Amico, Michele Asmundo, Mario Tedeschi Paternò, senatori.
- 1671-72 - Francesco Rizzari, duca di Tremestieri, capitano di giustizia; Alonzo Gioeni, patrizio; Giambattista Scammacca, Francesco Maria Paternò, Mario Gravina, Giambattista Paternò Cutelli, Mario Asmundo, Antonio Sigona, senatori.
- 1672-73 - Pietro Moncada, capitano di giustizia; Raimondo Ramondetta, barone del Pardo, patrizio; Vincenzo Tedeschi Paternò, Lodovico Tornabene, Vincenzo Scarfellito, Gabriele Abbate, Giuseppe Anzalone, Francesco Paternò, senatori.
- 1673-74 - Vincenzo Gioeni, barone di San Demetrio, capitano di giustizia; Girolamo Asmondo, patrizio; Francesco Tornabene Asmundo, Vincenzo Paternò, barone di Ficarazzi, Giuseppe Tedeschi Paternò, Francesco Colonna Romano, Michele Asmundo, Giacinto Paternò, senatori.
- 1674-75 - Giovanni Branciforte, capitano di giustizia; Mario Gravina, patrizio; Diego Bonajuto, Giorgio Anzalone Ventimiglia, Giovanni Ramondetta, Raimondo Statella, Giuseppe Scalambrò, barone di Serravalle, Ignazio Asmundo, senatori.
- 1675-76 - Carlo Gaetani, barone di Villa Allegra, capitano di giustizia; Raimondo Ramondetta, barone del Pardo, patrizio; Pietro Amico, Guglielmo Scammacca, Girolamo Asmundo, Vincenzo Tedeschi Paternò, Antonio Sigona, Alessandro Tedeschi, barone del Toscano, senatori.
- 1676-77 - Francesco Rizzari, duca di Tremestieri, capitano di giustizia; Carlo Gaetani, barone di Villa Allegra, patrizio; Lodovico Tornabene, Francesco Riccioli, barone di Nanfittia, Mario Gravina, Francesco Platamone, Francesco Maria Paternò, barone di Raddusa, senatori.
- 1677-78 - Vincenzo Gioeni, capitano di giustizia; Pietro Paternò Castello, patrizio; Pietro Moncada, Ignazio Asmundo, Francesco Amico, Raimondo Statella, Diego Bonajuto, Gaspare Statella, barone di Malinventre, senatori.
- 1678-79 - Ercole Tedeschi, capitano di giustizia; Guglielmo Scammacca, patrizio; Girolamo Asmundo, Vincenzo Gioeni, barone di San Demetrio, Giambattista Tedeschi, Orazio Paternò Castello, barone di Sigona, Pietro Moncada, Pietro Tedeschi, senatori.
- 1679-80 - Francesco Asmundo, barone di San Giuliano, capitano di giustizia; Giovanni Branciforte, patrizio; Giuseppe Maria La Valle, Ercole Tedeschi, Vincenzo Paternò, barone di Ficarazzi, Francesco Tornabene, Francesco Riccioli, Alfio Scammacca, senatori.
- 1680-81 - Raimondo Ramondetta, barone del Pardo, capitano di giustizia; Giovanni Ramondetta, patrizio; Michele Asmundo, Antonio Riccioli, Giacomo Tedeschi, Giacinto Paternò, Giacomo Tedeschi Paternò, Diego Bonajuto, senatori.
- 1681-82 - Tommaso Paternò Castello, capitano di giustizia; Pietro Moncada, patrizio; Ignazio Asmundo, Raimondo Ramondetta, barone del Pardo, Orazio Paternò Castello, barone di Sigona, Vincenzo Tedeschi, Giovanni Paternò Castello, Giovanni Gioeni, senatori.
- 1682-83 - Giacinto Paternò, capitano di giustizia; Pietro Paternà Castello, patrizio; Carlo Gaetani, barone di Villa Allegra, Diego Bonajuto, Michele Asmundo, Federico Riccioli, Giovanni Ramondetta, Giuseppe La Valle, barone del Cugno, senatori.
- 1683-84 - Michele Asmundo, capitano di giustizia; Alfio Scammacca, patrizio; Vincenzo Gioeni, barone di San Demetrio, Raimondo Ramondetta, barone del Pardo, Pietro Moncada, Giuseppe Scalambrò, barone di Serravalle, Gaspare Paternò, Francesco Asmundo, senatori.
- 1684-85 - Tommaso Paternò Castello, capitano di giustizia; Giacinto Paternò, patrizio; Vincenzo Tedeschi, Francesco Bonajuto, Diego Gaetani, barone di San Todaro, Ignazio Scalambrò (poi Giuseppe Scalambrò), Francesco Tedeschi, Ignazio Ramondetta, senatori.
- 1685-86 - Giuseppe Rizzari, duca di Tremestieri, capitano di giustizia; Michele Asmundo, patrizio; Giacomo Tedeschi, Vincenzo Tedeschi, Alfio Scammacca, Giambattista Paternò, barone di Ficarazzi, Tommaso Paternò, Mario Paternò, barone di Salamone, senatori.
- 1686-87 - Francesco Paternò, barone di Raddusa, capitano di giustizia; Mario Medina, patrizio; Adamo Asmundo Paternò, Antonio Paternò Marchesana, Antonio Paternò Moncada (poi Vincenzo Gioeni, barone di San Demetrio), Giacomo Paternò, Martino Cilestri, Alfio Scammacca, senatori.
- 1687-88 - Pietro Moncada, capitano di giustizia; Alfio Scammacca, patrizio; Vincenzo Gioeni, barone di San Demetrio, Francesco Bonajuto, Giacinto Paternò, Francesco Tedeschi, Agatino Scammacca, Agatino Vivicito, senatori.
- 1688-89 - Giovanni Ramondetta, barone del Pardo, capitano di giustizia; Carlo Gaetani, barone di Villa Allegra, patrizio; Pietro Moncada, Antonio Riccioli, Giovanni Paternò, Michele Asmundo, Mario Gravina, Francesco Maria Paternò, barone di Raddusa, senatori.
- 1689-90 - Arcaloro Scammacca, barone della Bruca, capitano di giustizia; Antonio Paternò Sigona, patrizio; Ignazio Asmundo, Vincenzo Tedeschi Paternò, Giorgio Anzalone, Vincenzo Tedeschi, Francesco Riccioli, barone di Nanfittia, Mario Paternò Viglia, senatori.
- 1690-91 - Orazio Paternò, barone di Sigona, capitano di giustizia; Giuseppe Maria Gioeni, patrizio; Gaspare Paternò (poi Michele Asmundo), Alfio Scammacca, Giovanni Gioeni, Girolamo Bonajuto, Ignazio Paternò Abbatelli, Ignazio Paternò Romeo, senatori.
- 1691-92 - Orazio Paternò, barone di Sigona, capitano di giustizia; Mario Cilestri, patrizio; Pietro Moncada, Giuseppe Tedeschi, Giorgio Anzalone Ventimiglia, Francesco Tedeschi Gravina, Giambattista Campisano, Mario Medina, senatori.
- 1692-93 - Girolamo Tedeschi, capitano di giustizia; Martino Cilestri, patrizio; Pietro Moncada, Diego Gioeni, Francesco Amico, Francesco Riccioli, barone di Nanfittia, Arcaloro Scammacca, barone della Bruca, Antonio Paternò Sigona, senatori.[27]
- 1693-94 - Francesco Paternò, barone di Raddusa, capitano di giustizia; Pietro Moncada, patrizio; Francesco Amico, Francesco Tornabene, barone della Mendola, Antonio Paternò Sigona, barone di Manganelli, Carlo Gravina, Vincenzo Paternò, senatori.
- 1694-95 - Giambattista Tornabene, capitano di giustizia; Carlo Gaetani, barone di Villa Allegra, patrizio; Giuseppe Asmundo Paternò, Vincenzo Tedeschi Paternò, barone d'Oscina, Adamo Asmundo Paternò, Francesco Gioeni Paternò, Giovanni Paternò La Valle, Giambattista Paternò Abbatelli, barone di Ficarazzi, senatori.
- 1695-96 - Antonio Paternò Sigona, barone di Manganelli, capitano di giustizia; Arcaloro Scammacca, barone della Bruca, patrizio; Giacinto Paternò, barone di Regalcaccia, Giovanni Gioeni, barone di San Demetrio, Francesco Tornabene, barone della Mendola, Martino Cilestri Tedesch, Michelangelo Paternò Castello, barone di Sigona, Benedetto Tedeschi, senatori.
- 1696-97 - Francesco Bonajuto, capitano di giustizia; Michelangelo Tedeschi, patrizio; Pietro Moncada, Francesco Maria Paternò, barone di Raddusa, Antonio Paternò Sigona, barone di Manganelli, Vincenzo La Valle Paternò Castello, senatori.
- 1697-98 - Francesco Bonajuto, capitano di giustizia; Pietro Moncada, patrizio; Giovanni Gioeni, barone di San Demetrio, Francesco Amico Tedeschi, Martino Cilestri Tedeschi, Carlo Gaetani, barone di Villa Allegra, Ignazio Abbatelli Paternò, Francesco Riccioli, senatori.
- 1698-99 - Giacinto Paternò, barone di Regalcaccia, capitano di giustizia; Carlo Gravina Paternò Castello, patrizio; Giovani Gioeni, barone di San Demetrio, Arcaloro Scammacca, barone della Bruca, Francesco Marino, Michelangelo Tedesco, barone di Villahermosa, Enrico Statella, Francesco Paternò Colonna, senatori.
- 1699-1700 - Diego Gioeni, capitano di giustizia; Michelangelo Tedeschi, barone di Villermosa, patrizio; Giambattista Scarfillito, Giovanni Gioeni, barone di San Demetrio, Giovanni Paternò Tedeschi, Francesco Marino, Francesco Paternò Colonna, Francesco Buglio, senatori.
- 1700-01 - Antonio Paternò Sigona, barone di Manganelli, capitano di giustizia; Michelangelo Tedeschi, barone di Villermosa, patrizio; Francesco Bonajuto, Arcaloro Scammacca, barone della Bruca, Vincenzo La Valle, Carlo Gravina, Enrico Statella, Francesco Rizzari Notarbartolo, senatori.
- 1701-02 - Giacinto Paternò, barone di Regalcaccia, capitano di giustizia; Arcaloro Scammacca, barone della Bruca ,patrizio; Michelangelo Paternò, barone di Sigona, Francesco Paternò, barone di Raddusa, Agatino Scammacca, Ignazio Amico Gravina, Francesco Gravina, Cristoforo Stella, senatori.
- 1702-03 - Pietro Moncada, capitano di giustizia; Giacinto Paternò, barone di Regalcaccia, patrizio; Giovanni Gioeni, barone di San Demetrio, Antonio Paternò Sigona, barone di Manganelli, Girolamo Asmundo, Benedetto Tedeschi, Ignazio Abbatelli Paternò, Vincenzo Paternò Castello, barone di Bicocca, senatori.
- 1703-04 - Michelangelo Paternò Castello, barone di Sigona, capitano di giustizia; Francesco Bonajuto, patrizio; Michele Scammacca, Giambattista Paternò, barone di Ficarazzi, Francesco Buglio, Francesco Paternò, barone di Imbaccari, Michelangelo Tedeschi, barone di Villermosa, Francesco Maria Paternò, barone di Raddusa, senatori.
- 1704-05 - Vincenzo Paternò Castello, barone di Bicocca, capitano di giustizia; Giovanni Paternò Tedeschi, patrizio; Michelangelo Paternò Castello, barone di Sigona, Francesco Bonajuto, Antonio Paternò Sigona, barone di Manganelli, Benedetto Tedeschi, Francesco Gravina, Giovanni Gioeni, barone di San Demetrio, senatori.
- 1705-06 - Arcaloro Scammacca, barone della Bruca, capitano di giustizia; Francesco Paternò Abbatelli, barone di Ficarazzi, patrizio; Alfio Maria Riccioli, Francesco Buglio, Ignazio Abbatelli Paternò, Girolamo Asmundo, Francesco Maria Paternò, barone di Raddusa, Vincenzo Paternò Castello, barone di Bicocca, senatori.
- 1706-07 - Giovanni Paternò Tedeschi, capitano di giustizia; Carlo Gravina Paternò Castello, patrizio; Michele Scammacca, Benedetto Tedeschi, Francesco Bonajuto, Francesco Gioeni Paternò, Vincenzo Maria Paternò Trigona, Vincenzo Benedetto Paternò Asmundo, senatori.
- 1707-08 - Girolamo Asmundo Tedeschi, capitano di giustizia; Michelangelo Paternò Castello, barone di Sigona, patrizio; Arcaloro Scammacca, barone della Bruca, Giacinto Paternò, barone di Regalcaccia, Giambattista Scarfellito, Vincenzo La Valle, Vincenzo Paternò Castello, barone di Bicocca, Francesco Paternò Colonna, senatori.
- 1708-09 - Carlo Gravina, barone del Cugno, capitano di giustizia; Francesco Paternò, barone di Raddusa, patrizio; Francesco Bonajuto, Girolamo Asmundo, Michelangelo Paternò Castello, barone di Villermosa, Giuseppe Alvaro Paternò, barone di Manganelli, Vincenzo Paternò Trigona, Enrico Statella, senatori.
- 1709-10 - Giambattista Paternò, barone di Ficarazzi, capitano di giustizia; Michele Scammacca, patrizio; Francesco Riccioli, Giovanni Gioeni, barone di San Demetrio, Michelangelo Paternò Castello, barone di Sigona, Ignazio Abbatelli, Giovanni Paternò Tedeschi, Francesco Paternò Colonna, senatori.
- 1710-11 - Arcaloro Scammacca, barone della Bruca, capitano di giustizia; Giovanni Paternò Tedeschi, patrizio; Francesco Paternò, barone di Raddusa, Benedetto Tedeschi, Carlo Gravina, Agatino Scammacca, Ignazio Amico Gravina, Gaspare Moncada Paternò Castello, senatori.
- 1711-12 - Giovanni Gioeni, barone di San Demetrio, capitano di giustizia; Vincenzo La Valle Paternò Castello, patrizio; Girolamo Asmundo, Michelangelo Tedeschi, barone di Villermosa, Michele Scammacca, Giovanni Paternò Tedeschi, Giuseppe Paternò Riccioli, Domenico Tedeschi Gravina, barone del Toscano, senatori.
- 1712-13 - Giuseppe Alvaro Paternò, barone di Manganelli, capitano di giustizia; Carlo Gravina, barone del Cugno, patrizio; Arcaloro Scammacca, barone della Bruca, Giovanni Gioeni, barone di San Demetrio, Francesco Paternò Colonna, Francesco Gravina, Diego Paternò Castello, barone di Salomone, Ludovico Tornabene, senatori.
- 1713-14 - Michelangelo Paternò Castello, barone di Sigona, capitano di giustizia; Francesco Paternò, barone di Raddusa, patrizio; Ignazio Amico Gravina, Francesco Buglio, Ascanio Maria Riccioli, Giovanni Paternò Tedeschi, Giuseppe Alvaro Paternò, barone di Manganelli, Giuseppe Scammacca Arezzo, senatori.
- 1714-15 - Francesco Marino, barone del Pantano, capitano di giustizia; Vincenzo Paternò Castello, barone di Bicocca, patrizio; Arcaloro Scammacca, barone della Bruca, Girolamo Asmundo, Vincenzo La Valle, Giuseppe Paternò Riccioli, Michele Scammacca, Vincenzo Ramondetta Paternò, senatori.
- 1715-16 - Girolamo Asmundo Tedeschi, capitano di giustizia; Giuseppe Alvaro Paternò, barone di Manganelli, patrizio; Michelangelo Paternò Castello, Francesco Buglio, Ignazio Amico Gravina, Ignazio Abbatelli Paternò, Francesco Marino, Vincenzo Paternò Trigona, barone di Raddusa, senatori.
- 1716-17 - Francesco Gravina Paternò Castello, capitano di giustizia; Francesco Marino, patrizio; Michele Scammacca, Ignazio Amico Gravina, Giovanni Paternò Tedeschi, Vincenzo Benedetto Paternò Asmundo, Domenico Anzalone Paternò, Lodovico Tornabene, senatori.
- 1717-18 - Vincenzo Tedeschi Cilestri, capitano di giustizia; Giovanni Paternò Tedeschi, patrizio; Francesco Gravina Paternò Castello, Agatino Scammacca, Francesco Buglio, Vincenzo Paternò, barone di Raddusa, Michele Asmundo, barone di Gisira, Pietro Tedeschi, barone di Villermosa, senatori.
- 1718-19 - Vincenzo Paternò Castello, barone di Bicocca, capitano di giustizia; Diego Paternò Castello, barone di Salomone, patrizio; Ignazio Amico Gravina, Ascanio Maria Riccioli, Ercole Tedeschi, Lodovico Tornabene, Francesco Asmundo, Francesco Paternò Amico, senatori.
- 1719-20 - Michele Asmundo, barone di Gisira, capitano di giustizia; Francesco Gravina, patrizio; Michele Scammacca, Francesco Marino, Giovanni Paternò Tedeschi, Vincenzo Paternò Trigona, barone di Raddusa, Giuseppe Alvaro Paternò, barone di Manganelli, Vincenzo Tedeschi Cilestri, senatori.
- 1720-21 - Arcaloro Scammacca (poi Giuseppe Scammacca Arezzo), capitano di giustizia; Vincenzo Tedeschi Cilestri, patrizio; Ignazio Abbatelli, Agatino Scammacca, Ignazio Amico Gravina, Tommaso Maria Tedeschi, barone dell'Annunziata, Mario Gravina, barone del Cugno, Francesco Buglio, senatori.
- 1721-22 - Diego Paternò Castello, barone di Salomone, capitano di giustizia; Vincenzo Paternò Castello, barone di Bicocca, patrizio; Francesco Gravina, Giovanni Paternò Tedeschi, Vincenzo Paternò, barone di Raddusa, Lodovico Tornabene, Pietro Tedeschi, barone d'Oscina, Giambattista Paternò Tedeschi, senatori.
- 1722-23 - Francesco Buglio, capitano di giustizia; Ascanio Maria Riccioli, barone della Bagnara, patrizio; Vincenzo Paternò Castello, barone di Bicocca, Tommaso Maria Tedeschi, barone dell'Annunziata, Mario Gravina La Valle, barone di Armicci, Francesco Paternò Amico, Pietro Moncada Paternò Castello, Giuseppe Agatino Paternò Castello, senatori.
- 1723-24 - Francesco Asmundo, capitano di giustizia; Diego Paternò Castello, barone di Salomone, patrizio; Michele Scammacca, Giovanni Paternò Tedeschi, Vincenzo Paternò, barone di Raddusa, Lodovico Tornabene, Giambattista Paternò Tedeschi, Vincenzo Bonajuto, senatori.
- 1724-25 -Vincenzo Tedeschi, barone di Villermosa, capitano di giustizia; Francesco Paternò Colonna, patrizio; Agatino Scammacca, Giuseppe Paternò Riccioli, Ignazio Amico Gravina, Tommaso Tedeschi Paternò, Francesco Paternò Amico, Mario Paternò Castello, barone di Sant'Alessio, senatori.
- 1725-26 - Vincenzo Paternò Trigona, barone di Raddusa, capitano di giustizia; Michele Asmundo Deodato, barone di Gisira, patrizio; Ignazio Abbatelli Paternò, Diego Paternò Castello, barone di Salomone, Lodovico Tornabene, Francesco Asmundo, Giuseppe Agatino Paternò Castello Ramondetta, barone di Sigona, Giuseppe Gioeni Asmundo, senatori.
- 1726-27 - Giuseppe Paternò Riccioli, capitano di giustizia; Francesco Buglio, patrizio; Ignazio Amico Gravina, Francesco Gravina, Vincenzo Paternò Trigona, barone di Raddusa, Tommaso Tedeschi, barone dell'Annunziata, Mario Paternò Castello, barone di Sant'Alessio, Vincenzo Bonajuto, senatori.
- 1727-28 - Lodovico Tornabene, barone della Fiumara di Noto, capitano di giustizia; Francesco Buglio, patrizio; Tommaso Maria Tedeschi, Vincenzo Paternò Trigona, barone di Raddusa, Vincenzo Bonajuto, Mario Paternò Castello, Ignazio Amico Gravina, Michele Asmundo, barone di Gisira, senatori.
- 1728-29 - Tommaso Maria Tedeschi, capitano di giustizia; Ascanio Maria Riccioli, patrizio; Domenico Anzalone, Domenico Ardizzone, Agatino Scammacca, Giuseppe Paternò Riccioli, Giuseppe Agatino Paternò Castello, Michele Scammacca, senatori.
- 1729-30 - Giuseppe Agatino Paternò Castello, barone di Sigona, capitano di giustizia; Vincenzo Benedetto Paternò Asmundo, patrizio; Benedetto Tedeschi, Vincenzo Paternò Trigona, Carlo Paternò Castello, Francesco Paternò Amico, Antonio Rosso, barone di San Giorgio, Vincenzo Bonajuto, senatori.
- 1730-31 - Francesco Paternò Amico, capitano di giustizia; Lodovico Tornabene, patrizio; Benedetto Tedeschi, Tommaso Maria Tedeschi, Michele Asmundo, principe di Gisira, Giambattista Paternò Tedeschi, Ascanio Maria Riccioli, Giuseppe Paternò Riccioli, senatori.
- 1731-32 - Vincenzo Tedeschi Cilestri, capitano di giustizia; Francesco Asmundo, patrizio; Francesco Buglio, Tommaso Maria Tedeschi, Ignazio Abbatelli, Mario Gravina, Pietro Tedeschi, Giuseppe Cilestri, senatori.
- 1732-33 - Orazio Paternò Castello, marchese di San Giuliano, capitano di giustizia; Vincenzo Tedeschi, barone di Villermosa, patrizio; Michele Scammacca, Francesco Paternò Amico, Agatino Scammacca, Carlo Paternò Castello, Giuseppe Agatino Paternò Castello, barone di Sigona, Lodovico Tornabene, senatori.
- 1733-34 - Ascanio Riccioli, capitano di giustizia; Vincenzo Maria Paternò, barone di Raddusa, patrizio; Francesco Buglio, Benedetto Tedeschi, Giuseppe Agatino Paternò Castello Ramondetta, barone di Sigona, Guglielmo Scammacca Arezzo, Antonio Rosso, senatori.
- 1734-35 - Vincenzo Benedetto Paternò Asmundo, capitano di giustizia; Tommaso Maria Tedeschi, patrizio; Vincenzo Tedeschi, barone di Villermosa, Giuseppe Cilestri, Barone di Sant'Alessio, Pietro La Valle Gravina, Francesco di Paola Tedeschi, barone del Toscano, Giovanni Amico Statella, senatori.
- 1735-36 - Guglielmo Scammacca Arezzo, capitano di giustizia; Giuseppe Agatino Paternò Castello, barone di Sigona, patrizio; Pietro La Valle Gravina, Giovanni Amico Statella, Giuseppe Mario Gioeni, Tommaso Tedeschi, Antonio Alvaro Paternò, barone di Manganelli, Vincenzo Abbatelli, senatori.
- 1736-37 - Giuseppe Mario Gioeni, capitano di giustizia; Francesco Paternò Amico, patrizio; Benedetto Tedeschi, Francesco Buglio, Francesco Gravina, Vincenzo Tedeschi, barone di Villermosa, Francesco Asmundo, Vincenzo Abbatelli, senatori.
- 1737-38 - Mario Concetto Paternò Castello, capitano di giustizia; Vincenzo Tedeschi Cilestri, patrizio; Francesco Gravina, Tommaso Tedeschi, Pietro La Valle Gravina, Giuseppe Agatino Paternò Castello, barone di Sigona, Antonio Alvaro Paternò, barone di Manganelli, Pietro Amico Tedeschi, senatori.
- 1738-39 - Antonio Alvaro Paternò, barone di Manganelli, capitano di giustizia; Orazio Paternò Castello Paternò Castello, patrizio; Francesco Buglio, Vincenzo Paternò, barone di Ficarazzi, Giambattista Paternò, Domenico Anzalone, Vincenzo Abbatelli Paternò, Guglielmo Scammacca Paternò, barone della Bruca, senatori.
- 1739-40 - Giovanni Amico Statella, capitano di giustizia; Guglielmo Scammacca Arezzo, patrizio; Francesco Paternò Amico, Francesco Asmundo, Giuseppe Agatino Paternò Castello, barone di Sigona, Pietro Tedeschi, barone dell'Annunziata, Pietro Moncada Paternò Castello, Pietro Tedeschi, barone di Villermosa, senatori.
- 1740-41 - Mario Paternò Castello, barone di Sant'Alessio, capitano di giustizia; Giuseppe Mario Gioeni, patrizio; Ascanio Riccioli, barone della Bagnara, Vincenzo Tedeschi Cilestri, Francesco Gravina, Cesare Tedeschi, barone di Torre Vecchia, FRancesco Tedeschi, barone di Villa Allegra, Michele Scammacca (poi Giambattista Paternò), senatori.
- 1741-42 - Giuseppe Asmundo, barone di Gisira, capitano di giustizia; Mario Paternò Castello, duca di Carcaci, patrizio; Giambattista Paternò Tedeschi, Domenico Anzalone, Guglielmo Scammacca Arezzo, Pietro La Valle Gravina, Antonio Rosso, barone di San Giorgio, Lodovico Tornabene, senatori.
- 1742-43 - Antonio Rosso Paternò, capitano di giustizia; Antonio Alvaro Paternò, barone di Manganelli, patrizio; Francesco Buglio, Diego Paternò Castello, barone di Salamone, Vincenzo Domenico Abbatelli, Giuseppe Cilestri, Pietro Tedeschi, barone dell'Annunziata, Alessandro Scammacca, senatori.
- 1743-44 - Guglielmo Scammacca Perna, barone della Bruca, capitano di giustizia; Giuseppe Asmundo e Asmundo, barone di Gisira, patrizio; Tommaso Maria Tedeschi, barone dell'Annunziata, Francesco Paternò Amico, Pietro Amico, Pietro Moncada Paternò Castello, Giuseppe Agatino Paternò Castello, barone di Sigona, Francesco di paola Tedeschi e Tedeschi, barone del Toscano, senatori.
- 1744-45 - Pietro La Valle Gravina, capitano di giustizia; Mario Paternò Castello, patrizio; Vincenzo tedeschi Cilestri, Pietro Tedeschi Bonadies, Francesco asmundo, Antonio alvaro Paternò Asmundo, Mario Gravina Daniele, Guglielmo Scammacca Arezzo, senatori.
- 1745-46 - Francesco di Paola Tedeschi e Tedeschi, capitano di giustizia; Giovanni Amico Statella, patrizio; Ercole Tedeschi, Rosario Buglio, Michele Paternò Castello, Francesco Gravina Paternò, Pietro Tedeschi e Tedeschi, Cesare Tedeschi, senatori.
- 1746-47 - Domenico Anzalone, capitano di giustizia; Antonio Rosso Paternò, patrizio; Francesco Paternò Amico, Pietro La Valle Gravina, Alessandro Scammacca, Pietro Moncada Paternò Castello, Pietro Tedeschi Gravina, Giuseppe Fimia, senatori.
- 1747-48 - Mario Gravina, barone di Armicci, capitano di giustizia; Guglielmo Scammacca Perna, patrizio; Francesco di Paola Tedeschi e tedeschi, Rosario Buglio, Giovanni Amico Statella, Mario Gravina Daniele, Vincenzo Abbatelli, Francesco Gioeni e Gioeni, senatori.
- 1748-49 - Cesare Tedeschi, capitano di giustizia; Pietro La Valle Gravina, patrizio; Pietro Amico, Giambattista Paternò, Lodovico Tornabene, Ercole Tedeschi, Pietro Maria Tedeschi Bonadies, barone di Villermosa, Giuseppe Asmundo e Asmundo, senatori.
- 1749-50 - Giacomo Paternò Scammacca, capitano di giustizia; Francesco di Paola Tedeschi e Tedeschi, patrizio; Pietro Amico, Giambattista Paternò, Francesco Gioeni, Giovanni Amico Statella, Guglielmo Scammacca, Mario Gravina Daniele, senatori.
- 1750-51 - Mario Gravina Daniele, capitano di giustizia; Domenico Anzalone, patrizio; Cesare Tedeschi, Diego Paternò Castello, barone di Sant'Alessio, Rosario Buglio, Pietro La Valle Gravina, Vincenzo Abbatelli Paternò, Giovanni Amico, senatori.
- 1751-52 - Pietro Moncada Paternò Castello, capitano di giustizia; Cesare Tedeschi, patrizio; Ercole Tedeschi, Pietro Tedeschi, barone dell'Annunziata, Michele Paternò Castello, barone di Bicocca, Niccolò Cilestri, Lodovico Tornabene, Pietro Tedeschi, barone di Villermosa, senatori.
- 1752-53 - Francesco Gioeni, capitano di giustizia; Giacomo Paternò Scammacca, patrizio; Giambattista Paternò, Giuseppe Agatino Paternò Castello, barone di Sigona, Giuseppe Statella, Orazio Tedeschi, Francesco Paternò Amico, Ignazio Rizzari, senatori.
- 1753-54 - Alessandro Clarenza, marchese di Salazar, capitano di giustizia; Pietro Moncada Paternò Castello, patrizio; Pietro La Valle Gravina, Vincenzo Abbatelli Paternò, Francesco di Paola Tedeschi, barone del Toscano, Mario Gravina, Pietro Tedeschi, barone di Villermosa, Guglielmo Scammacca Arezzo, senatori.
- 1754-55 - Alessandro Clarenza, marchese di Salazar, capitano di giustizia; Mario Gravina, patrizio; Marcello Conversano Sigona, Ercole Tedeschi Scarfellito, Bonaventura Tedeschi, Lodovico Tornabene, Diego Paternò Castello Pellegrino, Cesare Tedeschi e Tedeschi, senatori.
- 1755-56 - Michele Paternò Castello, barone di Bicocca, capitano di giustizia; Giovanni Rosso, principe di Cerami, patrizio; Orazio Tedeschi e Tedeschi, Giuseppe Agatino Paternò Castello, Michele Rosso Scammacca, barone di San Giorgio, Giambattista Paternò, Pietro Moncada Paternò Castello, Girolamo Asmundo, senatori.
- 1756-57 - Mario Trigona, duca di Misterbianco, capitano di giustizia; Alessandro Clarenza, marchese di Salazar, patrizio; Domenico Anzalone, Pietro La Valle Gravina, Francesco Paternò Gravina, Giuseppe Alessi, Giovanni Villaruel, Mario Gravina Daniele, senatori.
- 1757-58 - Girolamo Asmundo, capitano di giustizia; Rosario Buglio, patrizio; Cesare Tedeschi, Giuseppe Statella Paternò, Pietro Tedeschi, Giorgio Anzalone, Guglielmo Scammacca Arezzo, Giuseppe Clarenza, marchese, senatori.
- 1758-59 - Pietro Tedeschi, barone dell'Annunziata, capitano di giustizia; Michele Paternò Castello, barone di Bicocca, patrizio; Lodovico Tornabene, Giuseppe Agatino paternò Castello, barone di Sigona, Francesco tedeschi, barone del Toscano, Alessandro Scammacca, Mario Paternò Castello, barone di Salomone, Giuseppe Vincenzo Paternò Castello Rizzari, senatori.